# Chiesa di San Rocco (Venezia, San Polo)
La chiesa di San Rocco è un edificio religioso situato in Campo San Rocco, nel sestiere di San Polo, a Venezia.

## Storia
Quando nel 1489 si decise a trasferirsi definitivamente nei pressi dei Frari, la Scuola Grande di San Rocco decise di erigere una chiesa da dedicare al loro santo titolare. Non si sa chi ne fu l'architetto, ma tradizionalmente è attribuita al Bon. I lavori vennero finiti in tempi rapidi e l'edificio venne inaugurato nel 1494, anche se la cupola non venne finita prima del 1507. La chiesa era a navata unica con un presbiterio absidato e cupolato affiancato da due cappelle laterali. La facciata era di tipo codussiano, lungo la trabeazione correva l'iscrizione su(m)mo et excelso deo devota, h(a)ec scola pie vivit et sancto rocho hic iacenti eius patrono mcccclxxxxiiii (devota a Dio sommo ed eccelso questa scuola vive piamente e il suo patrono san Rocco qui riposa).
Tra 1726 e 1732 la chiesa venne ristrutturata radicalmente su progetto di Giovanni Scalfarotto che vi sostitui il soffitto piatto con una volta interrotta da grandi finestre termali: Si conservarono soltanto le antiche absidi e la piccola cupola sopra il presbiterio; il portale rinascimentale fu invece rimontato sul fianco sinistro dell'edificio.
L'inizio dei lavori alla facciata si data invece al 1756, a seguito di un concorso vinto da Giorgio Fossati, il proto della Scuola, ma i lavori si interruppero dopo solo due anni perché il progetto viene ritenuto troppo costoso. Tra il 1765 e il 1769, ignorando quanto già costruito da Fossati, venne eretta l'attuale facciata da Bernardino Maccaruzzi, che aveva vinto un secondo concorso proponendo una soluzione a due livelli che richiama anche nelle finiture la facciata della vicina Scuola Grande, sovraccaricandola però di sculture. Della facciata originale costruita dal Bon si possono vedere ancora il vecchio portale ed il rosone, che aprono l'ingresso laterale.

## Descrizione

### Esterno
Le quattro nicchie della facciata ospitano altrettante statue di santi e beati veneziani: nel registro inferiore Gerardo Sagredo e Pietro Orseolo di Giovanni Marchiori, in quello superiore Lorenzo Giustiniani e Gregorio Barbarigo di Giovanni Maria Morlaiter. 
Tra le due statue del registro superiore sta l'imponente rilievo con San Rocco risana gli appestati sempre del Morlaiter.
A coronamento sopra l'attico la statua di San Rocco affiancata da altre statue di santi veneziani, San Girolamo Emiliani e Pietro Acotanto. Sulla lunetta della porta San Rocco portato in cielo dagli angeli copia bronzea moderna dell'originale del Marchiori murato nella cappella absidale destra.

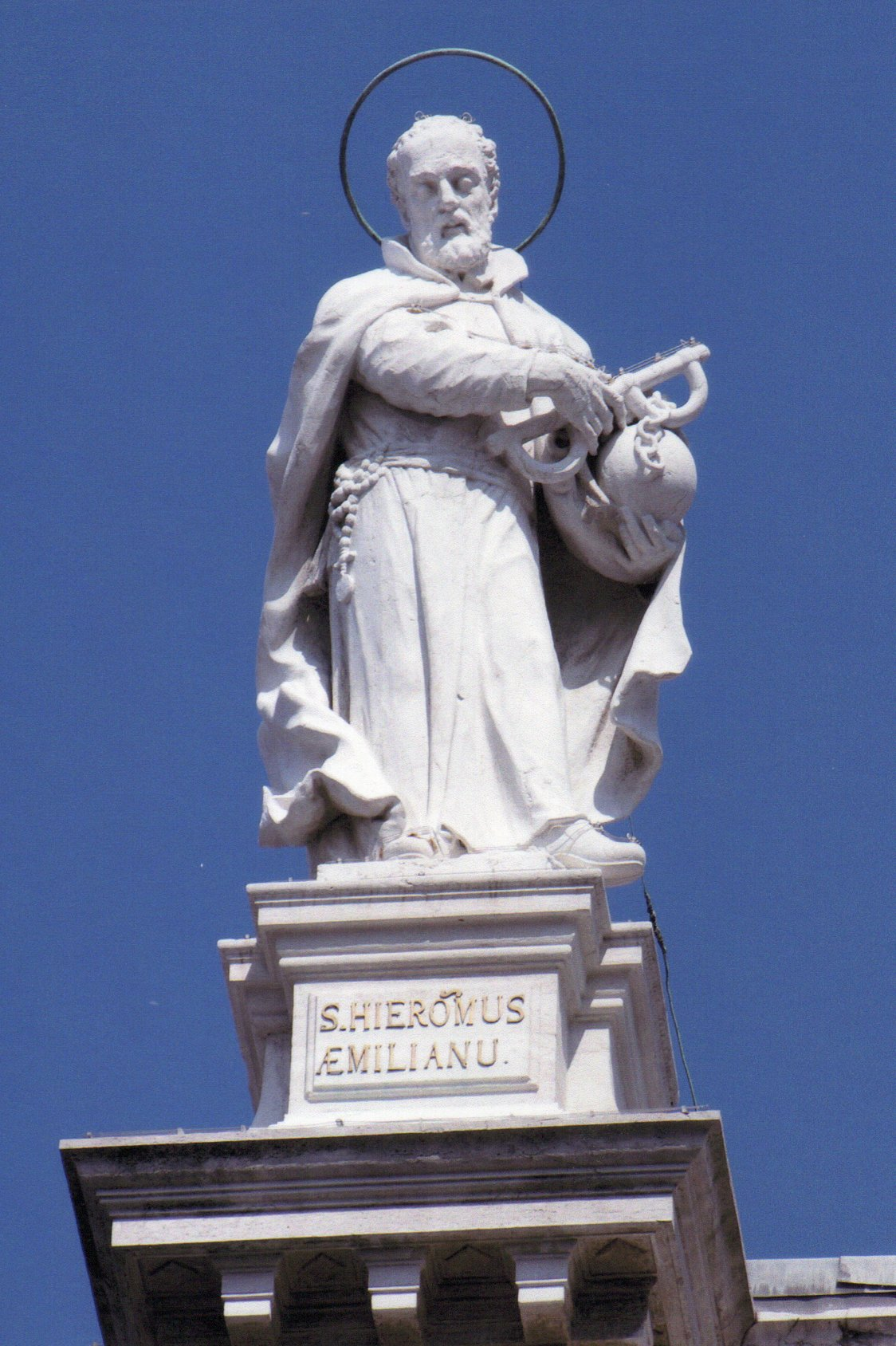
San Girolamo Emiliani
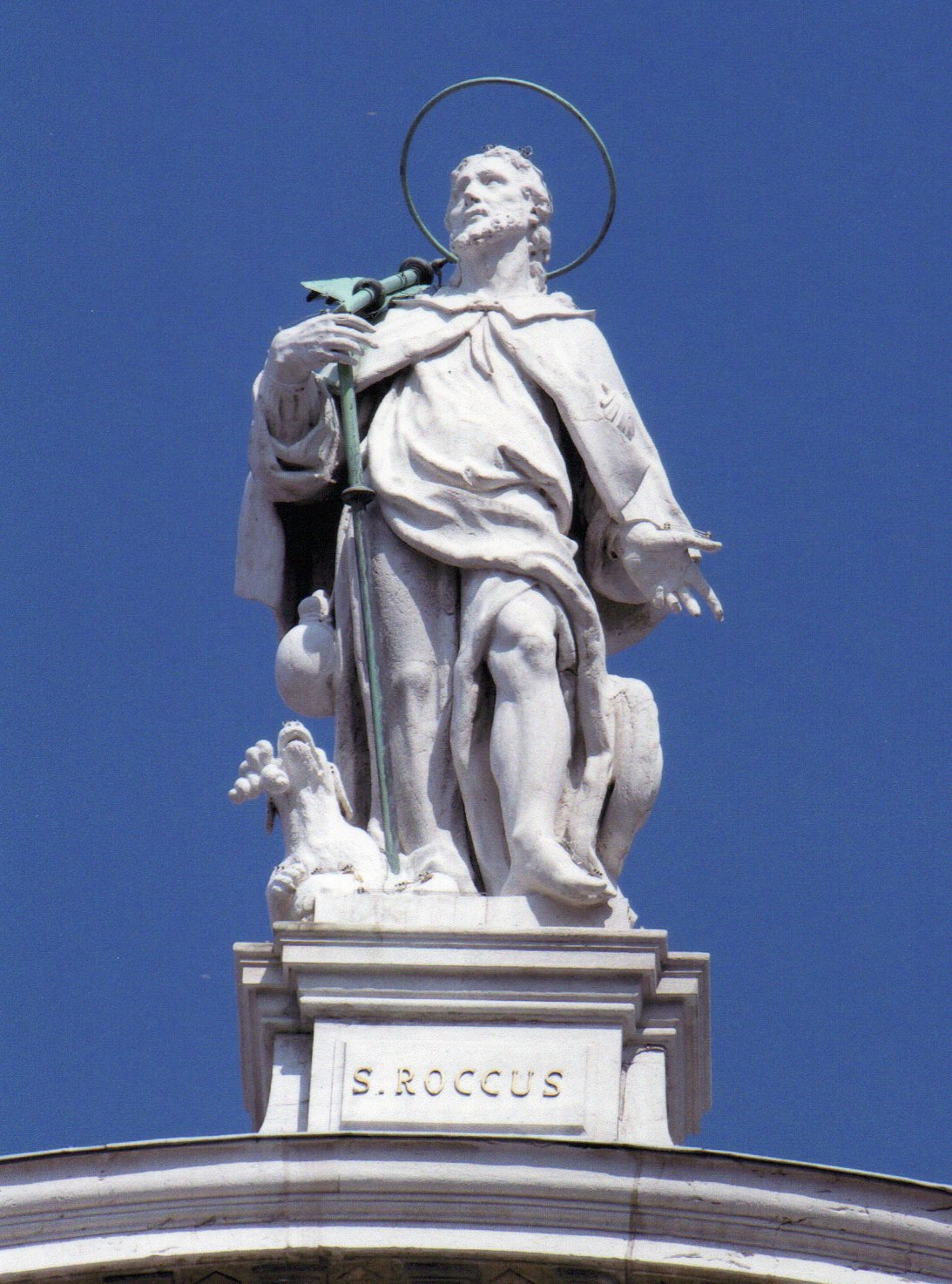
San Rocco
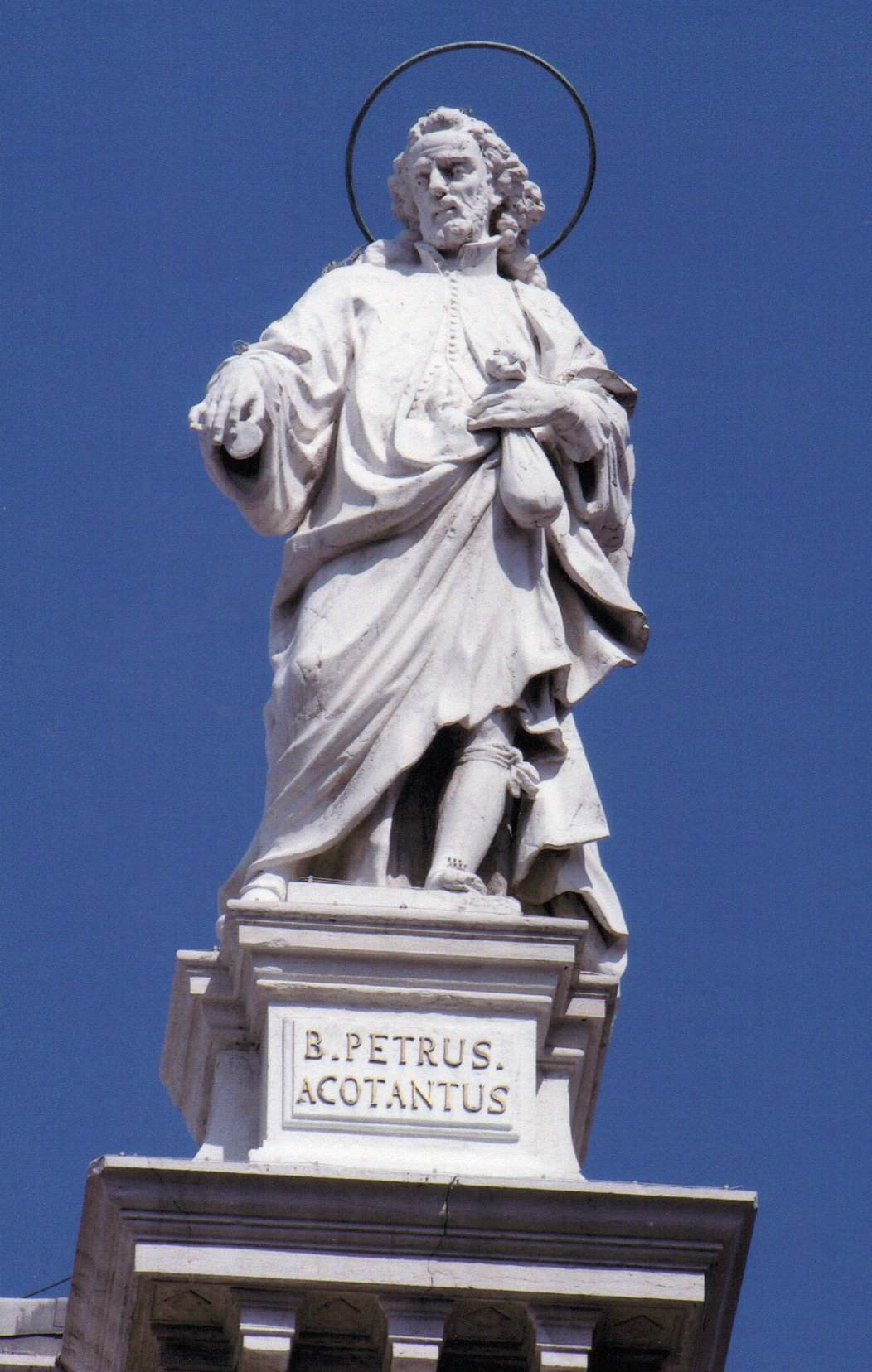
Beato Pietro Acotanto
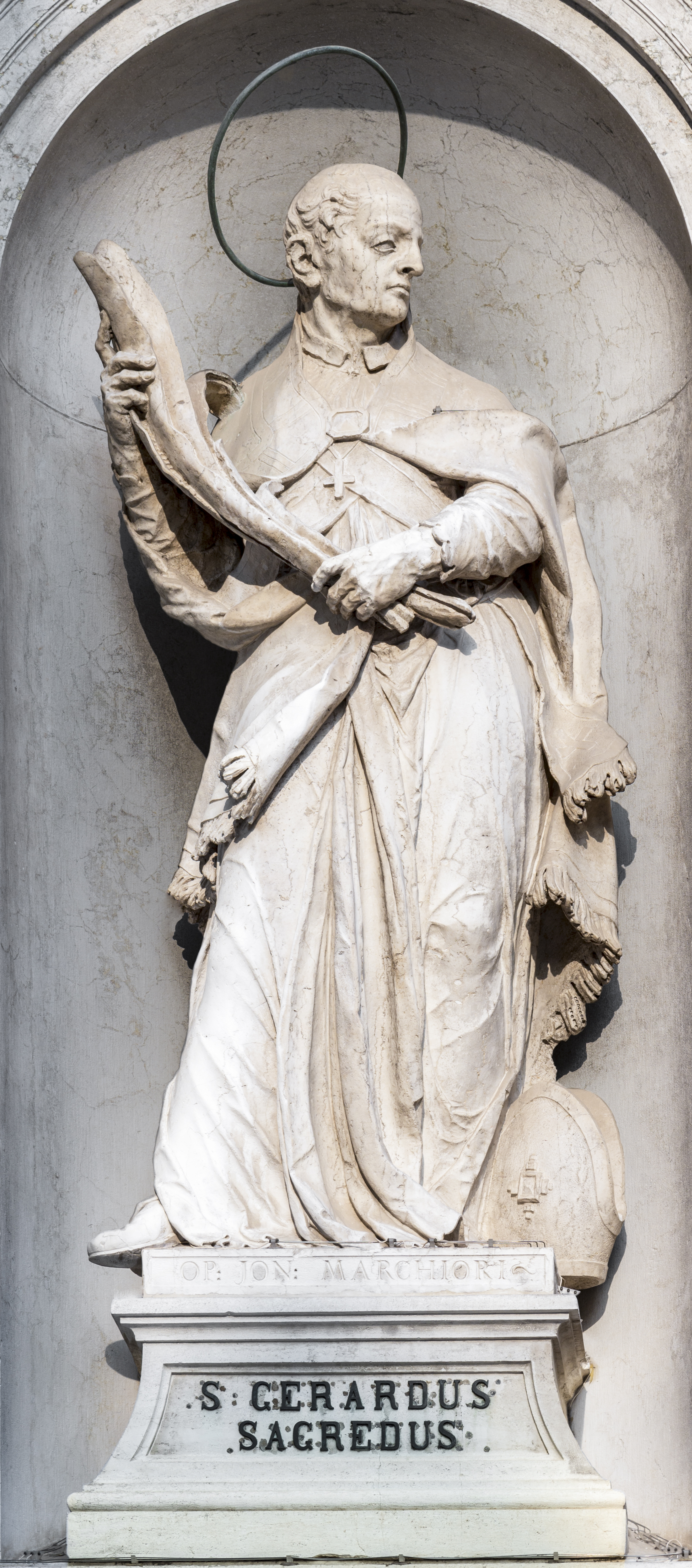
Gerardo Sagredo di Giovanni Marchiori
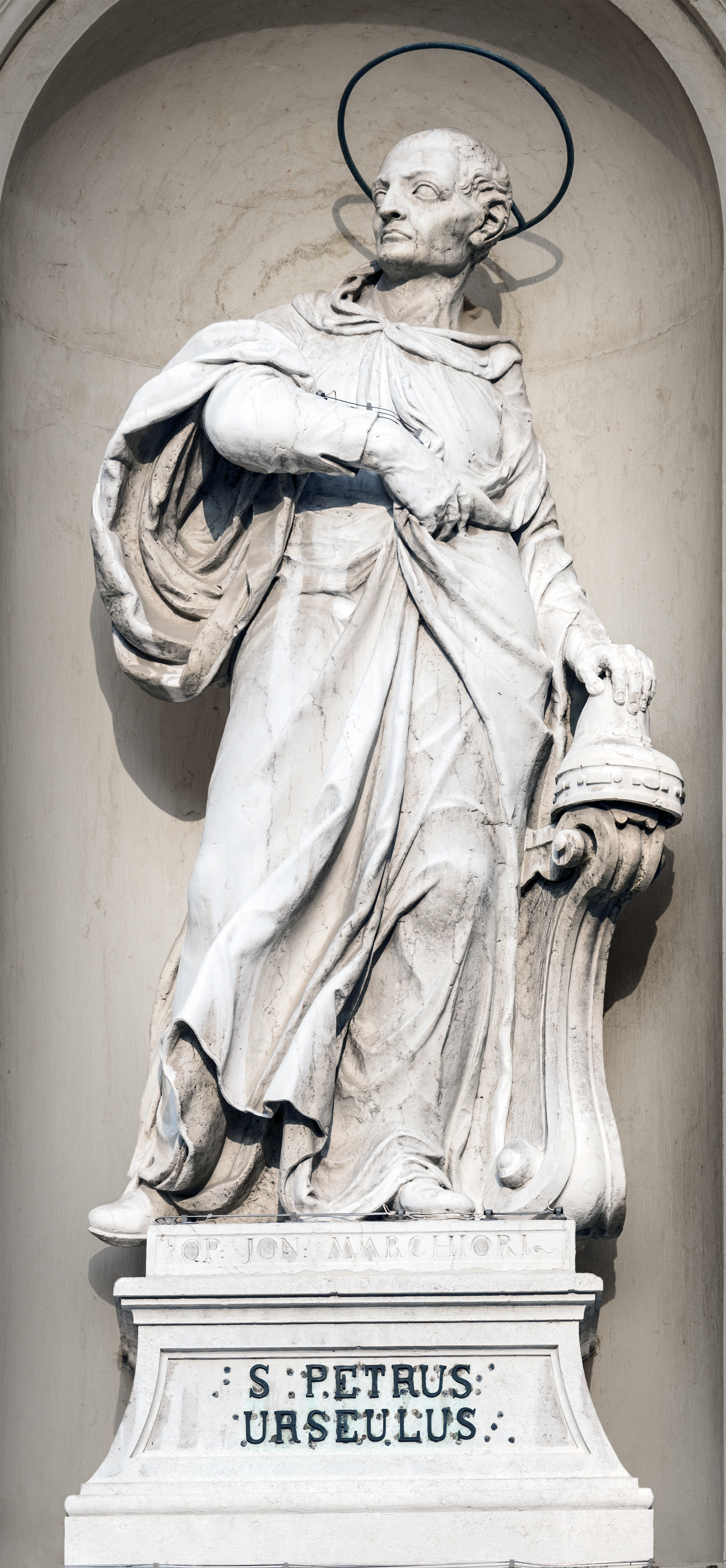
Pietro Orseolo di Giovanni Marchiori
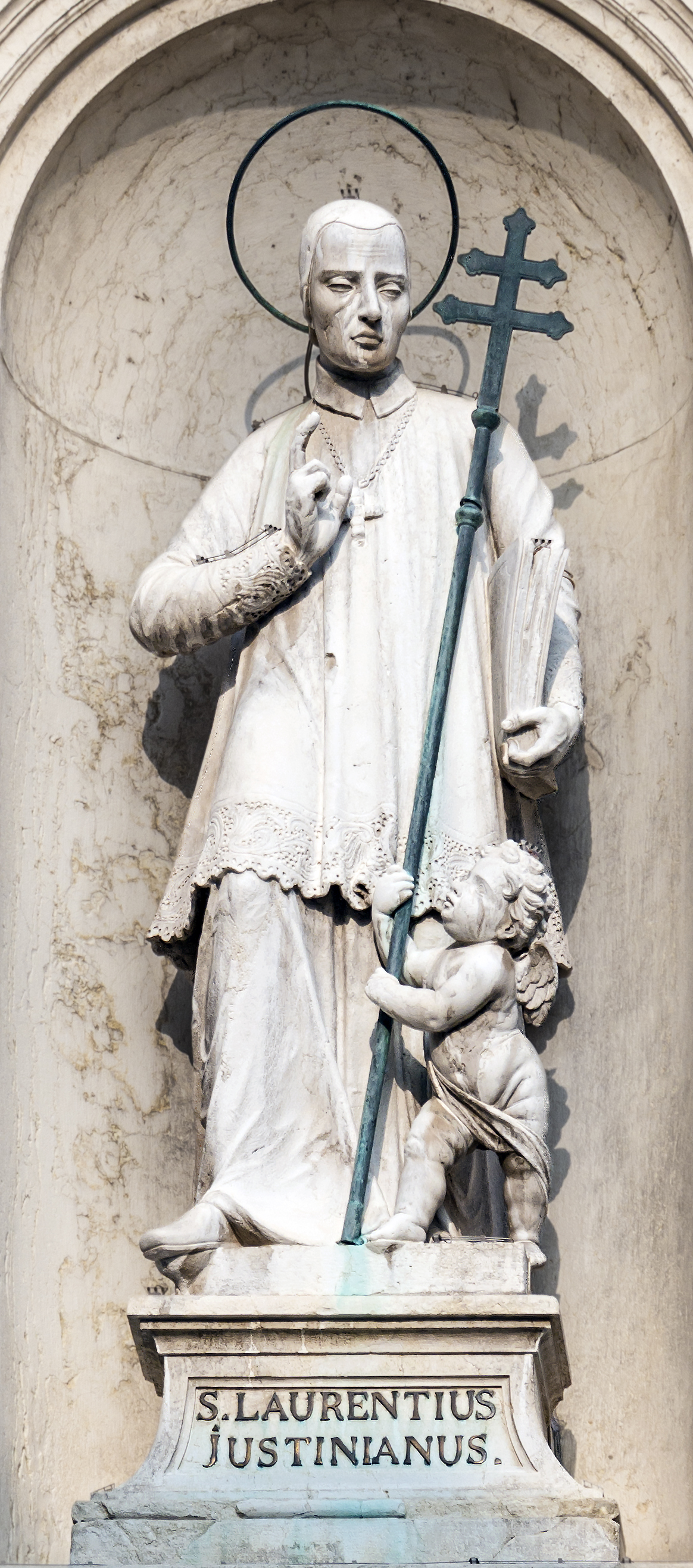
Lorenzo Giustiniani
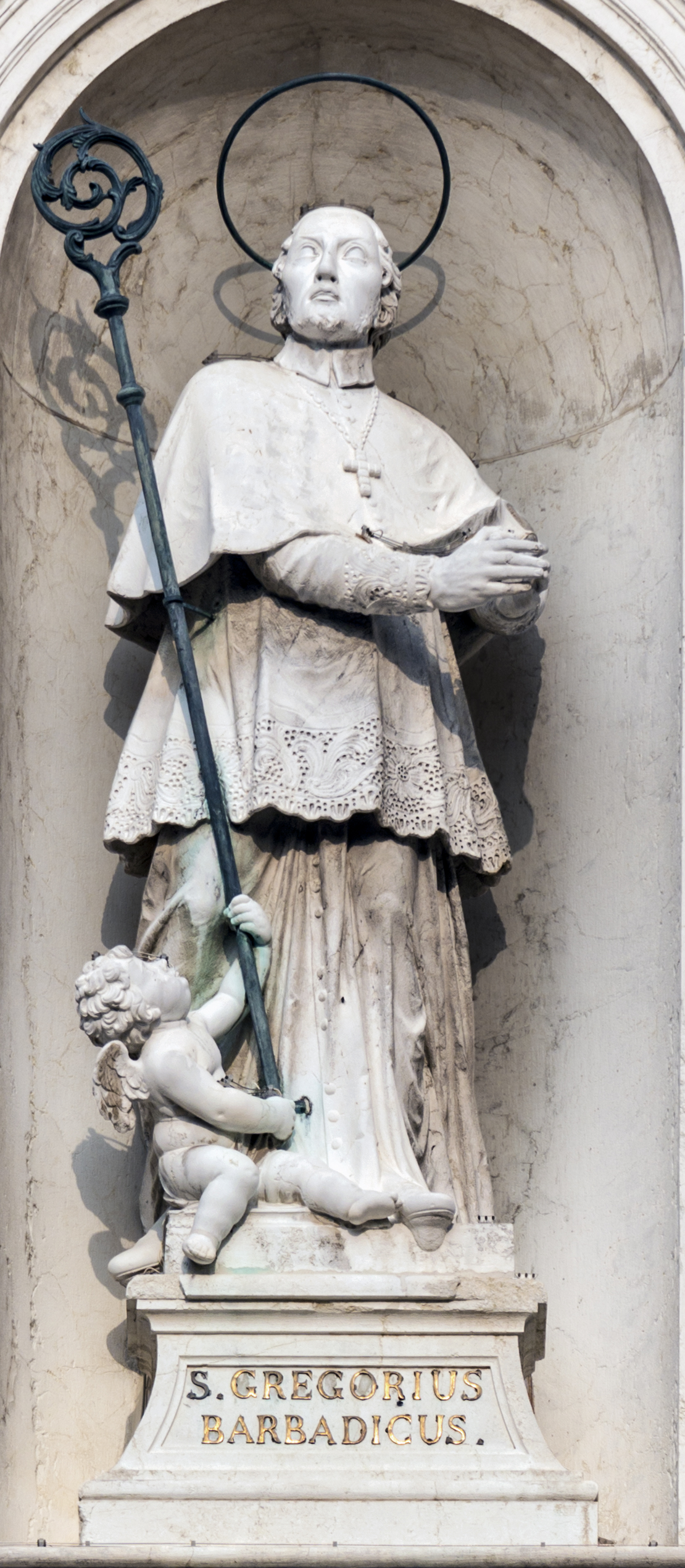
Gregorio Barbarigo
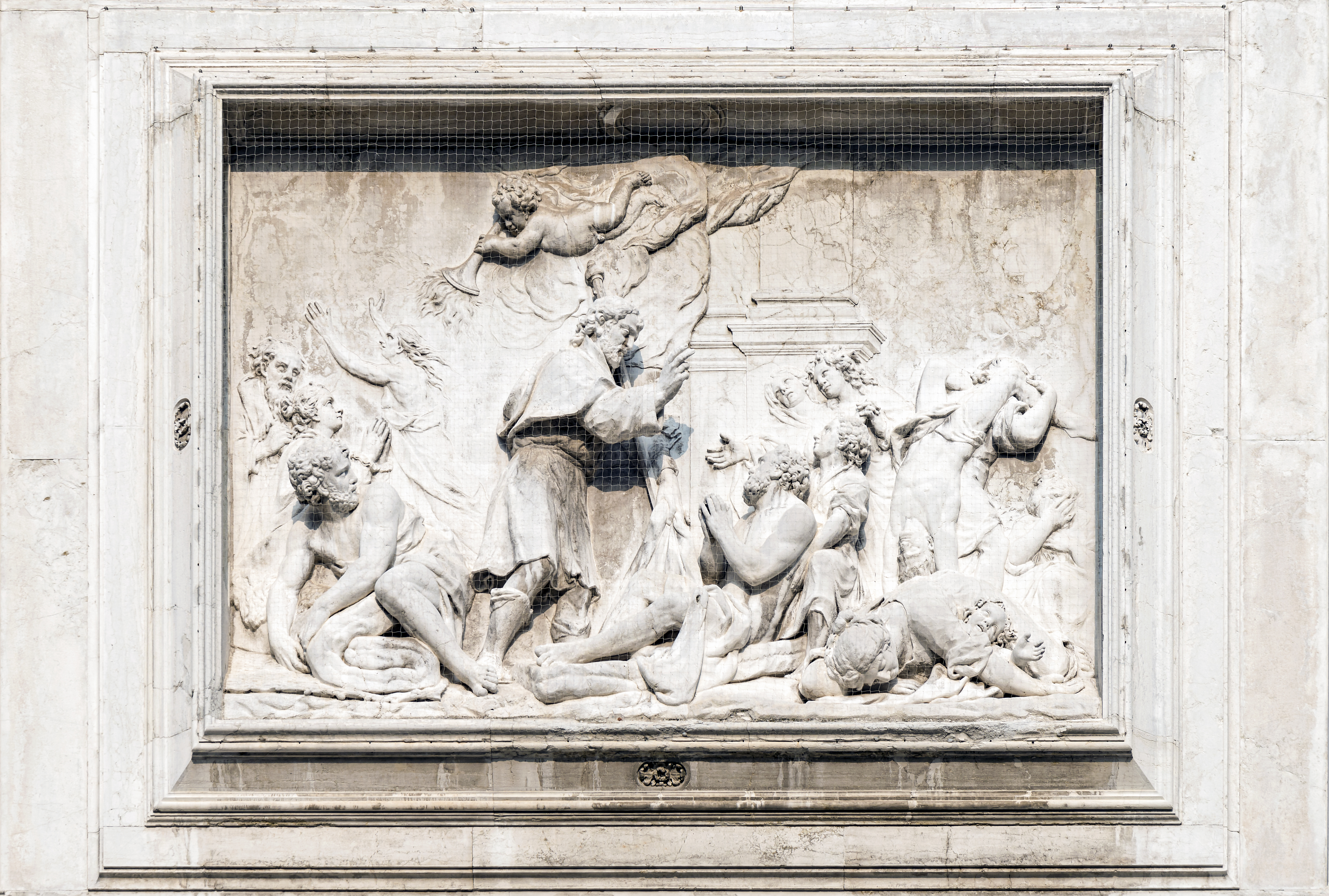
San Rocco risana gli appestati di Giovanni Maria Morlaiter
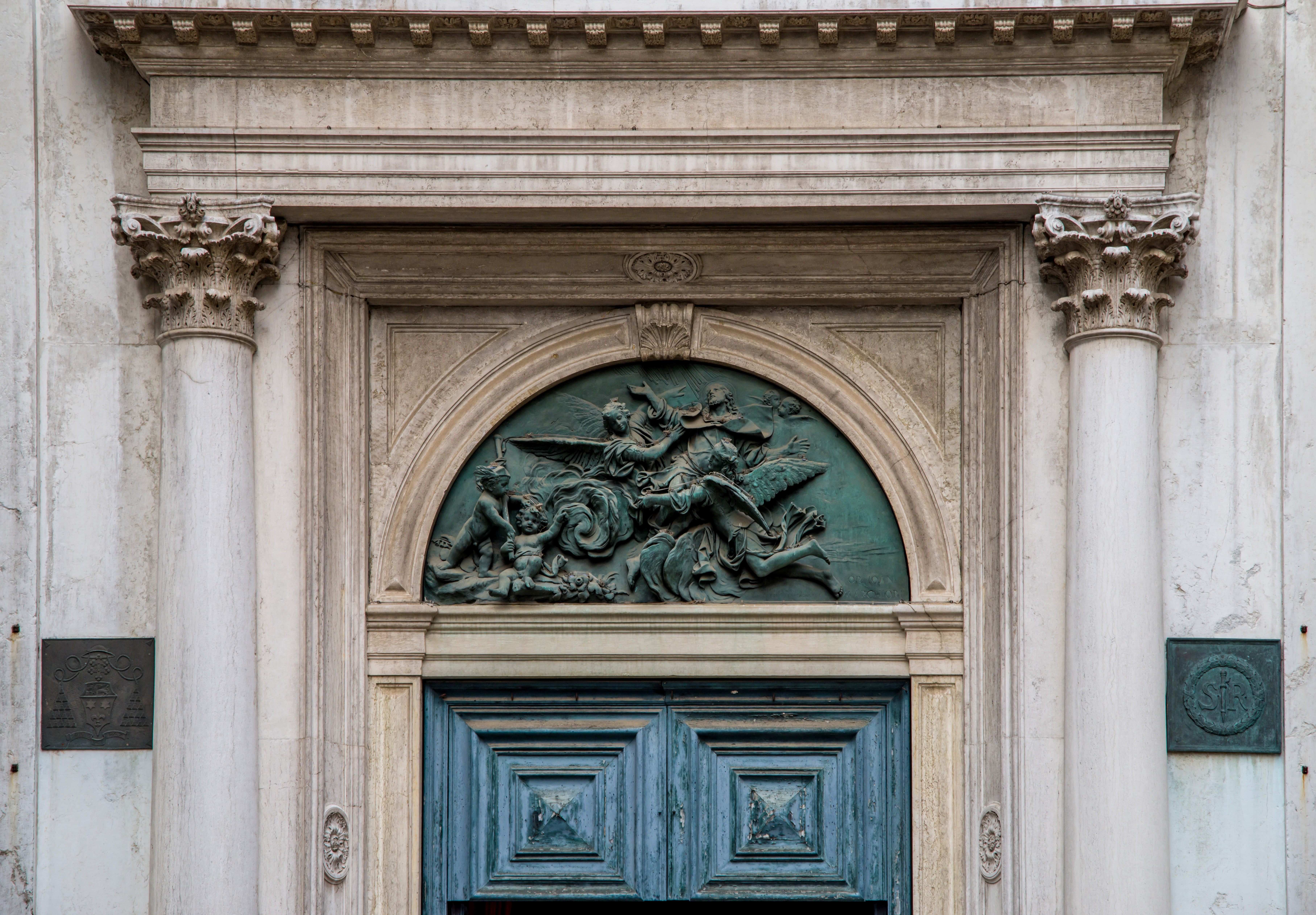
Copia moderna da Giovani Marchiori, San Rocco portato in cielo dagli angeli

### Interno
- Controfacciata:
  - statue di Davide e Santa Cecilia (1743) di Giovanni Marchiori;
  - organo (1742) di Pietro Nachini, rinnovato nel 1768 da Gaetano Callido, con cantoria decorata da statue lignee di Giovanni Marchiori.
  - La Cantoria, che si trova nella controfacciata, veniva originariamente montata e smontata per le festività solenni. È un grande manufatto settecentesco ligneo barocco, recuperato e rimontato in loco nel 2013, dopo accurato restauro, e tuttora adoperato[1].

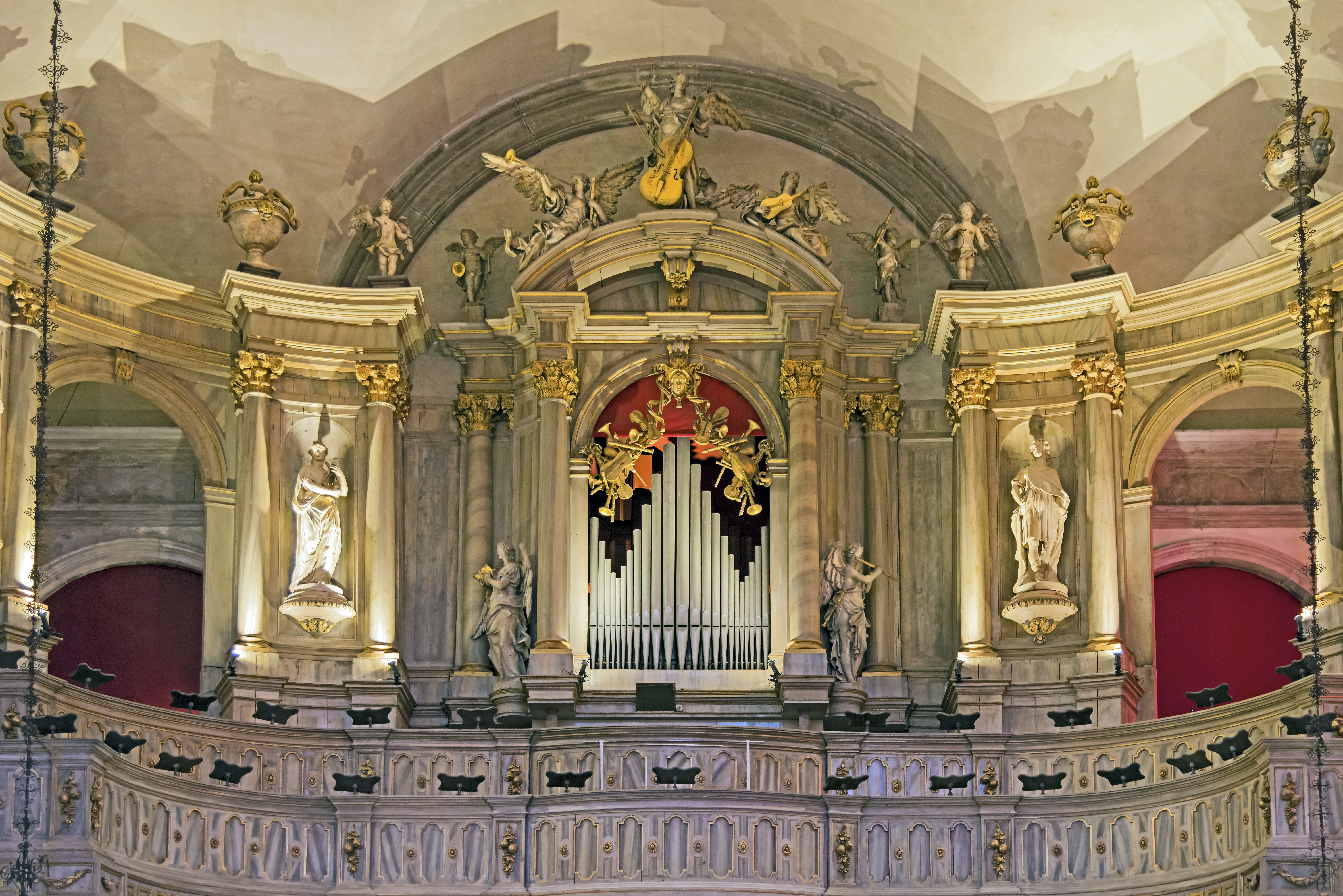
Organo di Gaetano Callido
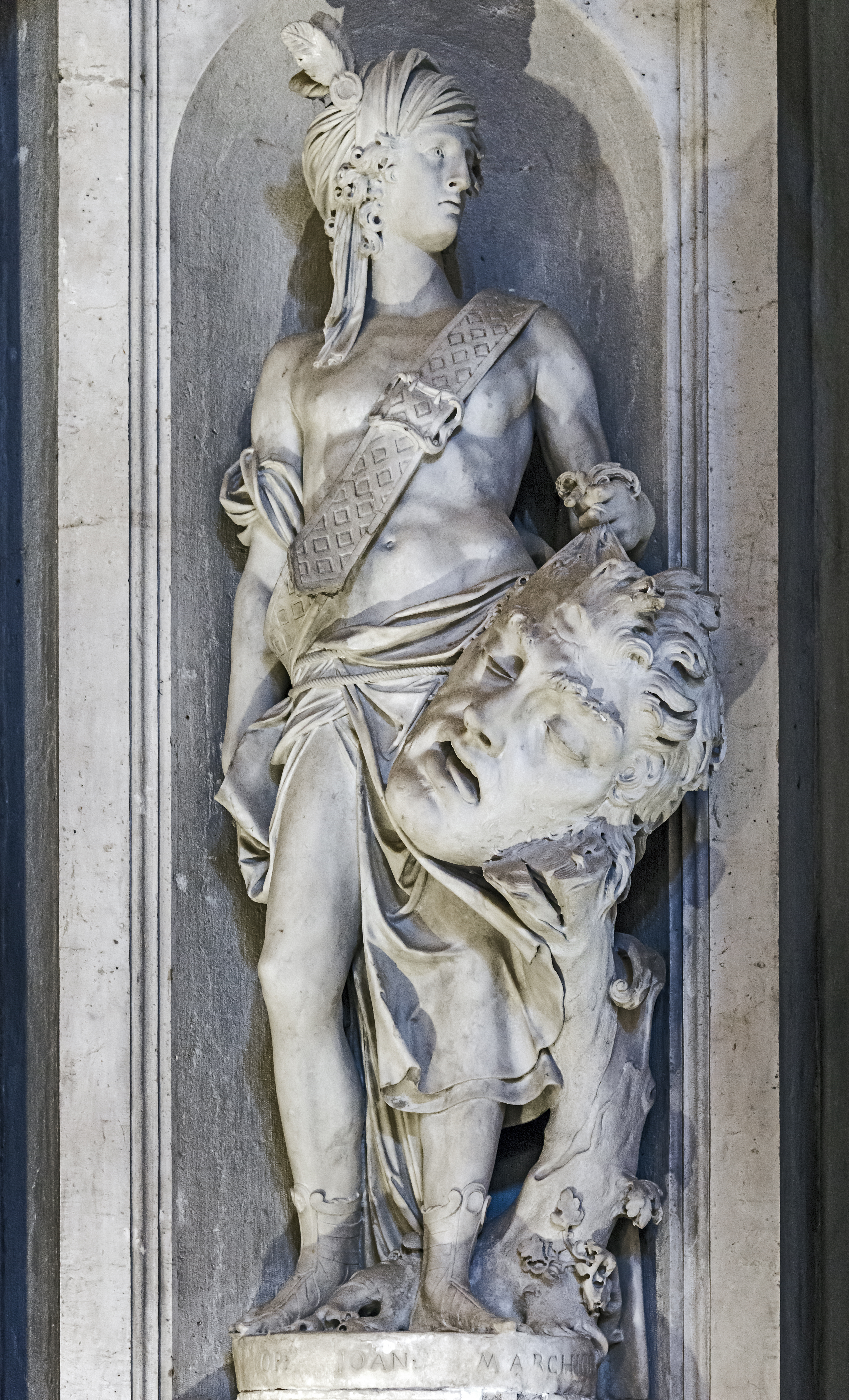
David di Giovanni Marchiori
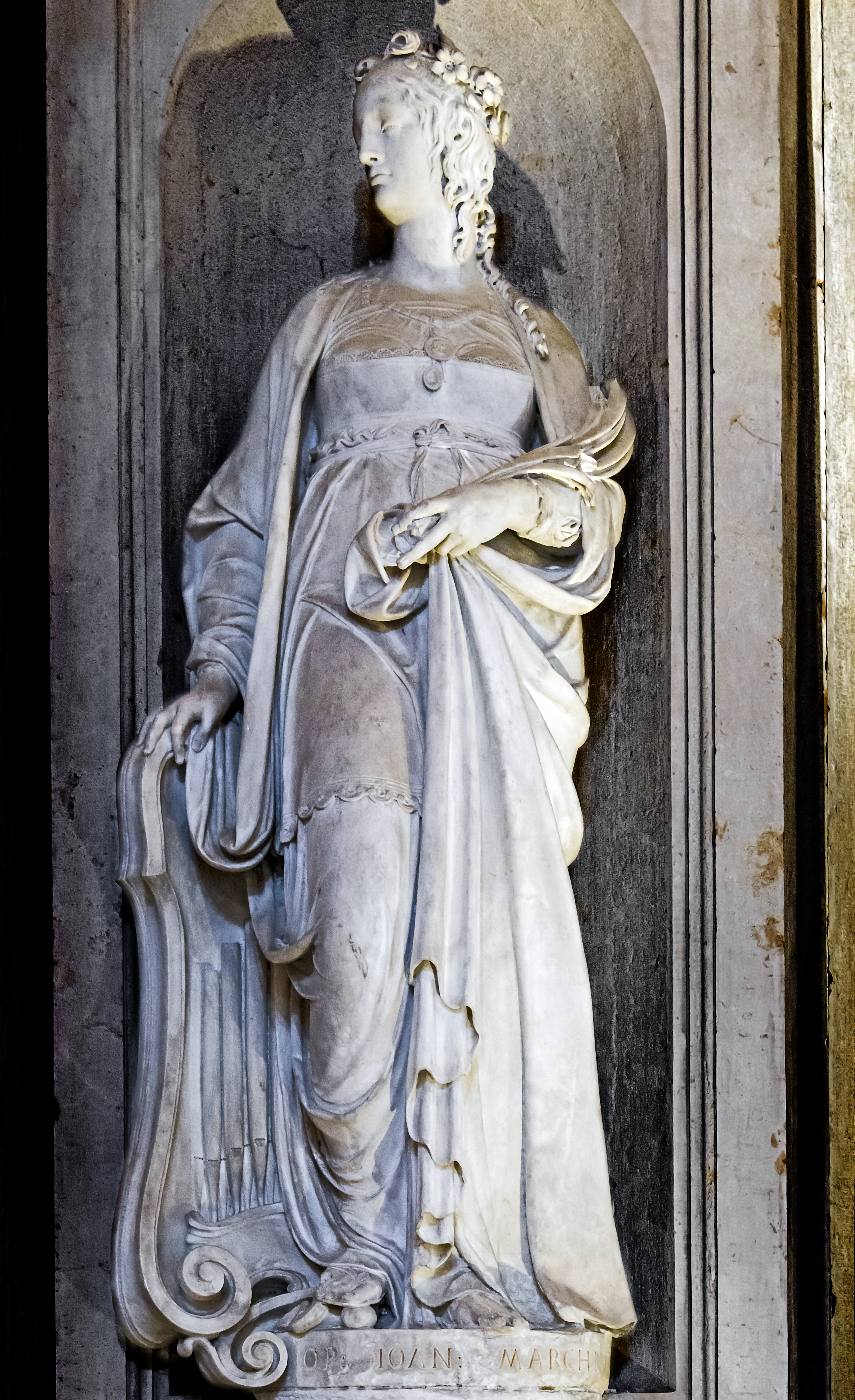
Santa Cecilia di Giovanni Marchiori

- Parete sinistra:
  - Sant'Elena che ritrova il legno della croce di Sebastiano Ricci;
  - San Martino e San Cristoforo del Pordenone;
  - Cristo scaccia i mercanti dal Tempio di Giovanni Antonio Fumiani;
  - Annunciazione di Francesco Solimena.

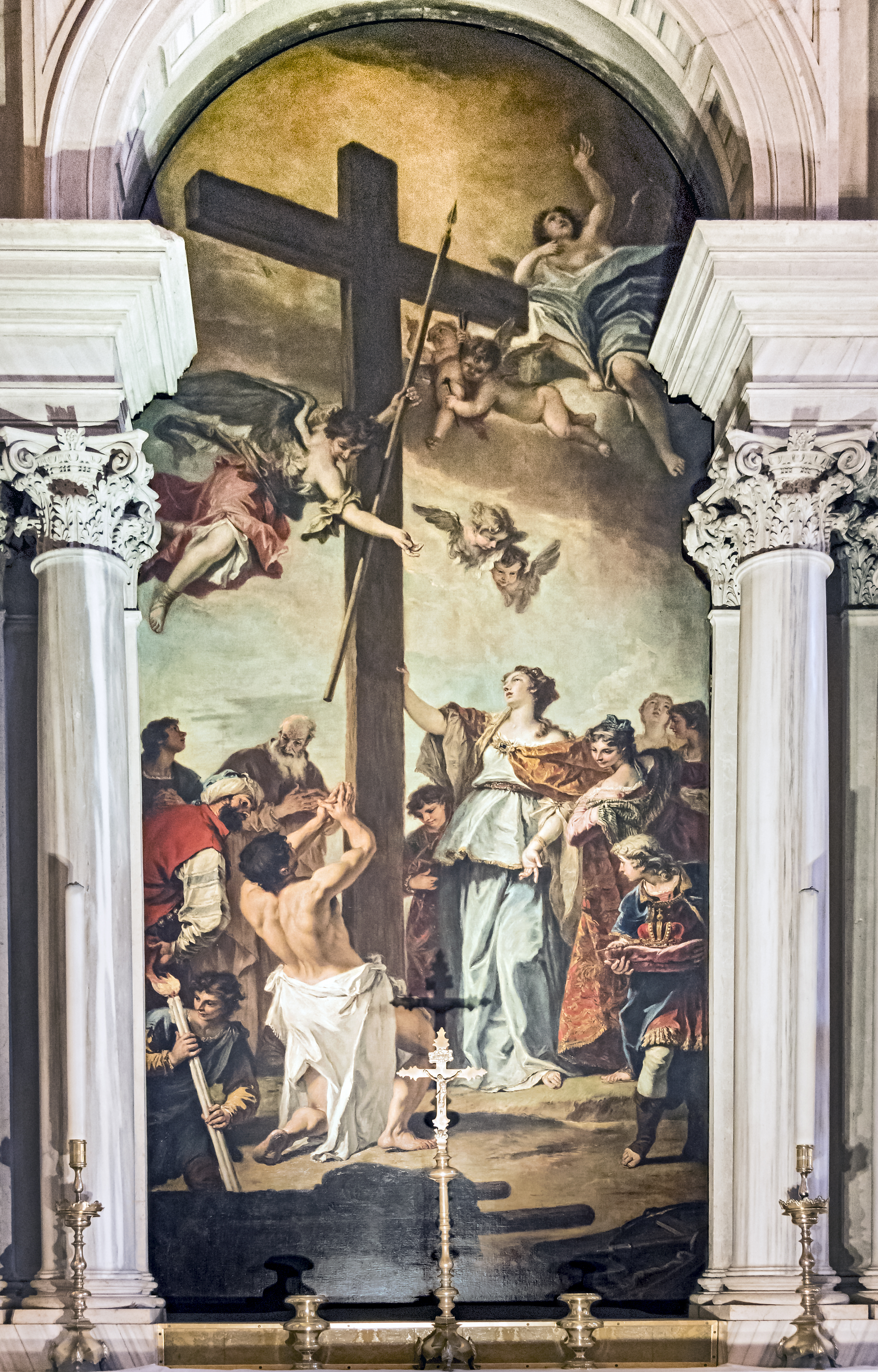
Sant'Elena che ritrova il legno della croce di Sebastiano Ricci
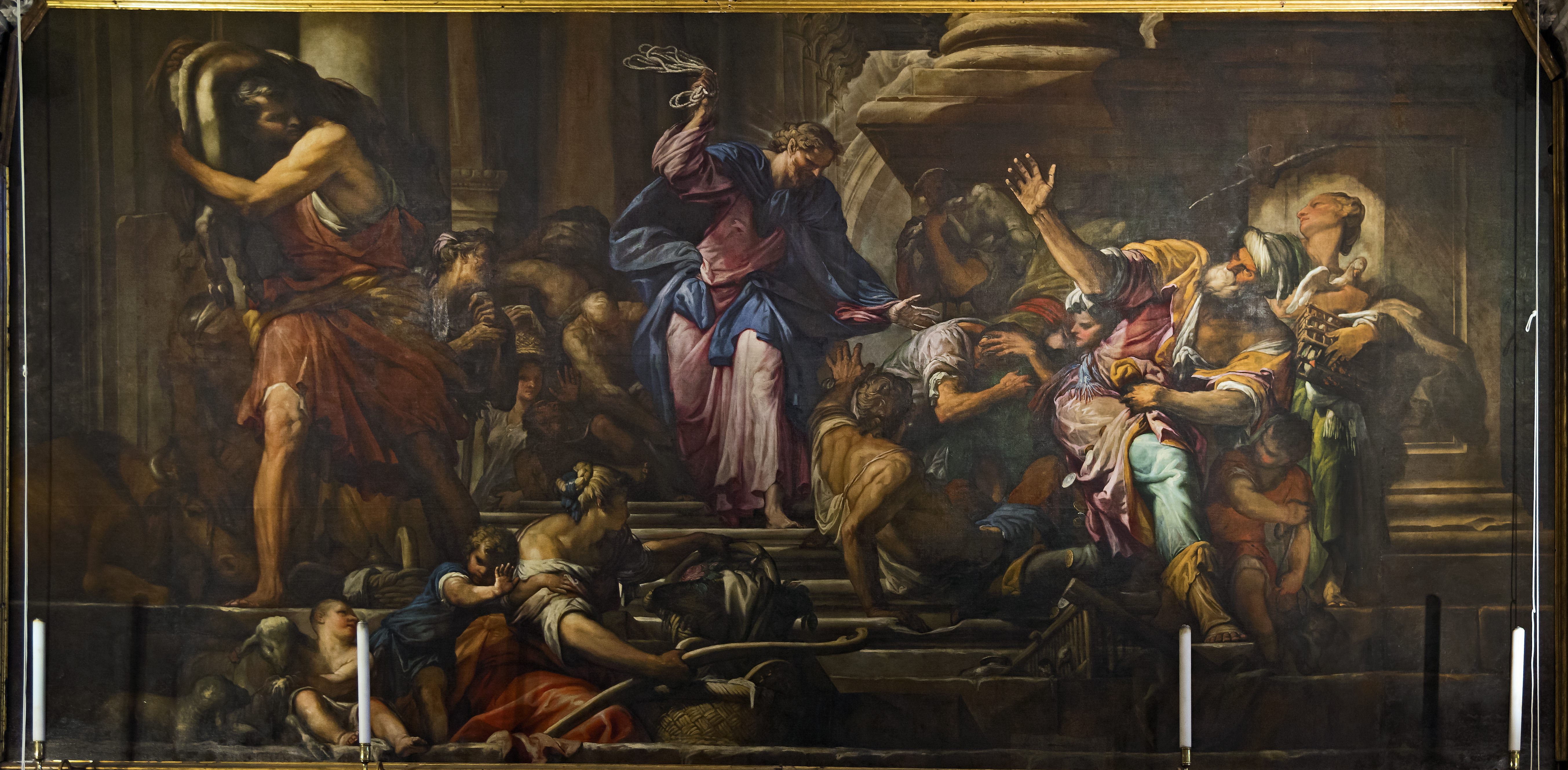
Cristo scaccia i mercanti dal Tempio di Giovanni Antonio Fumiani
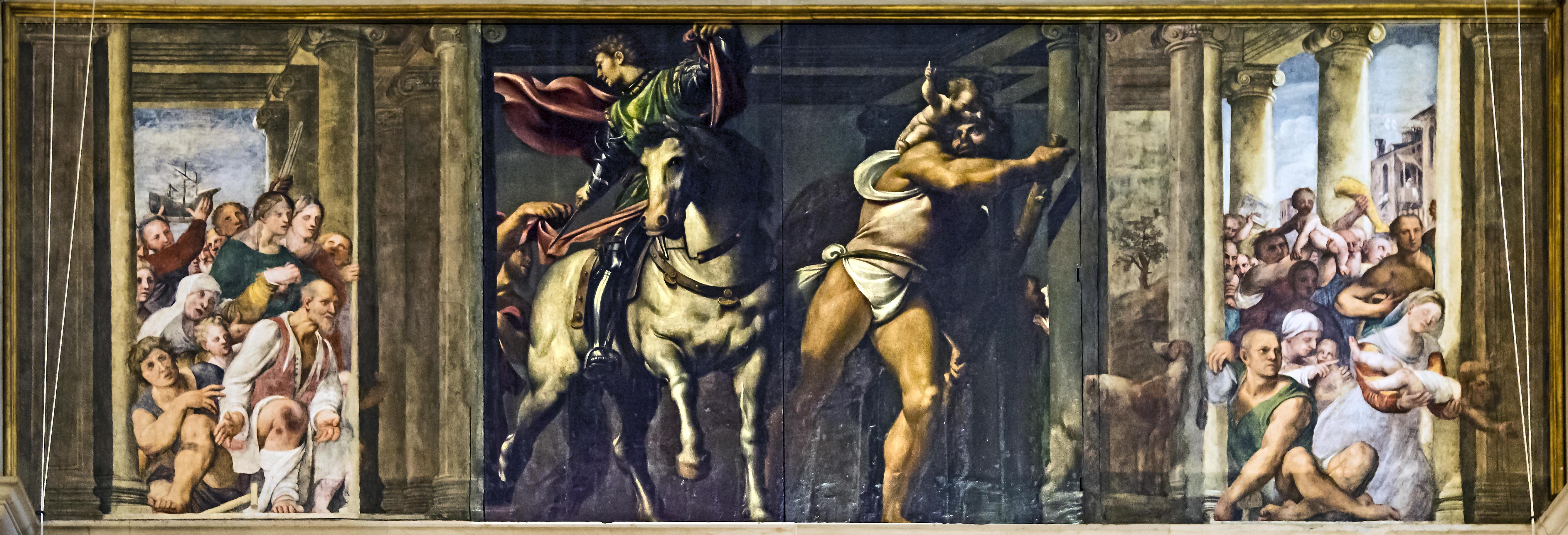
San Martino e San Cristoforo del Pordenone
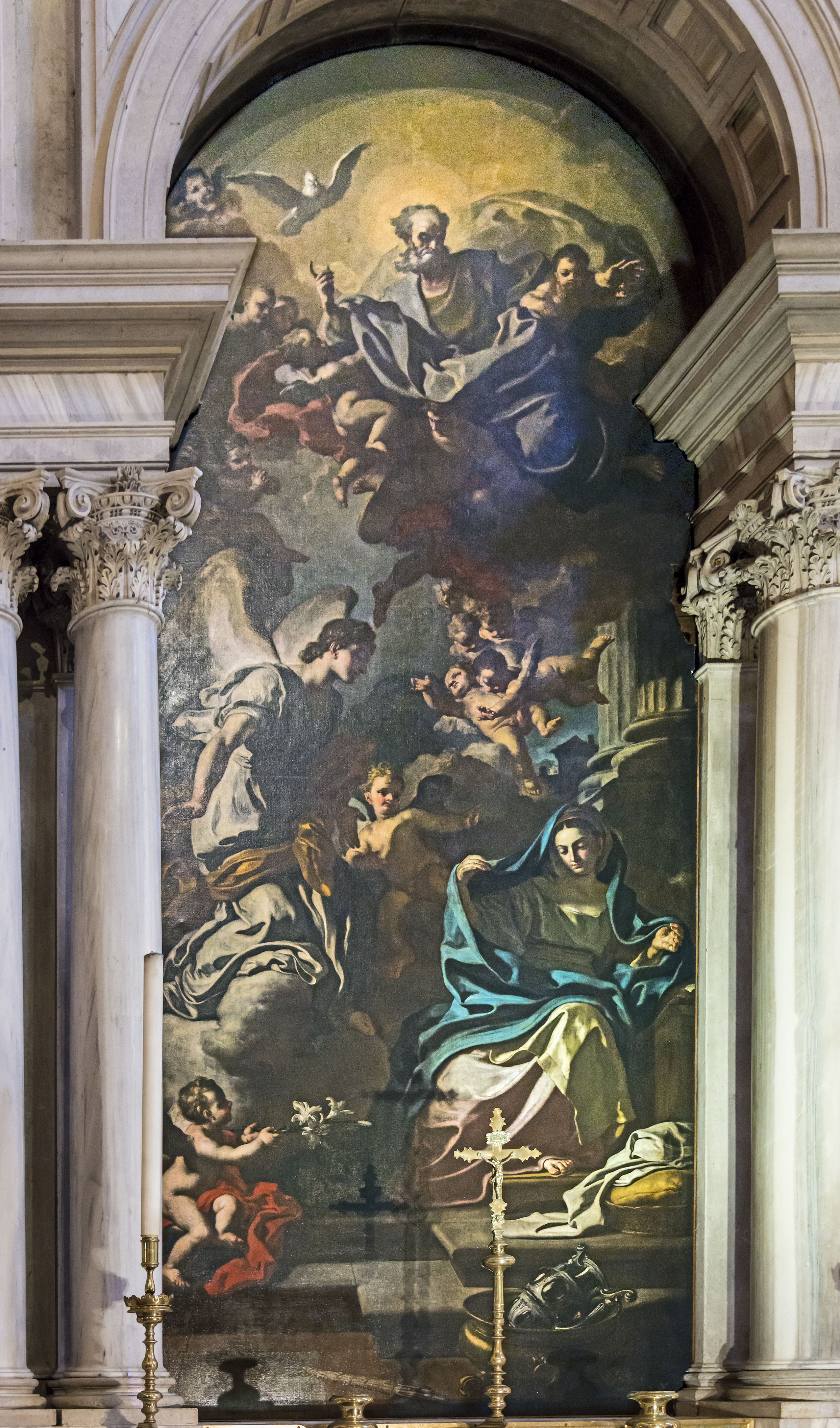
Annunciazione di Francesco Solimena

- Cappella sinistra:
  - altare del Santissimo Sacramento, con statuette della scuola del Vittoria.
  - lapide in ricordo di don Sante della Valentina (1748-1826), cappellano della Scuola Grande di San Rocco dal 1779.[2].
  - Crocifisso ligneo dello scultore Giuseppe Romanelli del 1950.
- Cappella maggiore:
  - l'altare (1517-1524) progettato da Venturino Fantoni e ospitante statue di Giovanni Maria Mosca e Bartolomeo Bergamasco;
  - cupola, pennacchi, abside e catino absidale affrescati dal Pordenone a partire dal 1528, ridipinti nel settecento da Giuseppe Angeli ad l'eccezione della fascia inferiore dell'abside con Putti con simboli di San Rocco;
  - San Rocco risana gli appestati, San Rocco in carcere confortato dall'angelo, San Rocco risana gli animali e San Rocco colpito dalla peste di Tintoretto;
  - dossali lignei attribuiti al Marchiori.

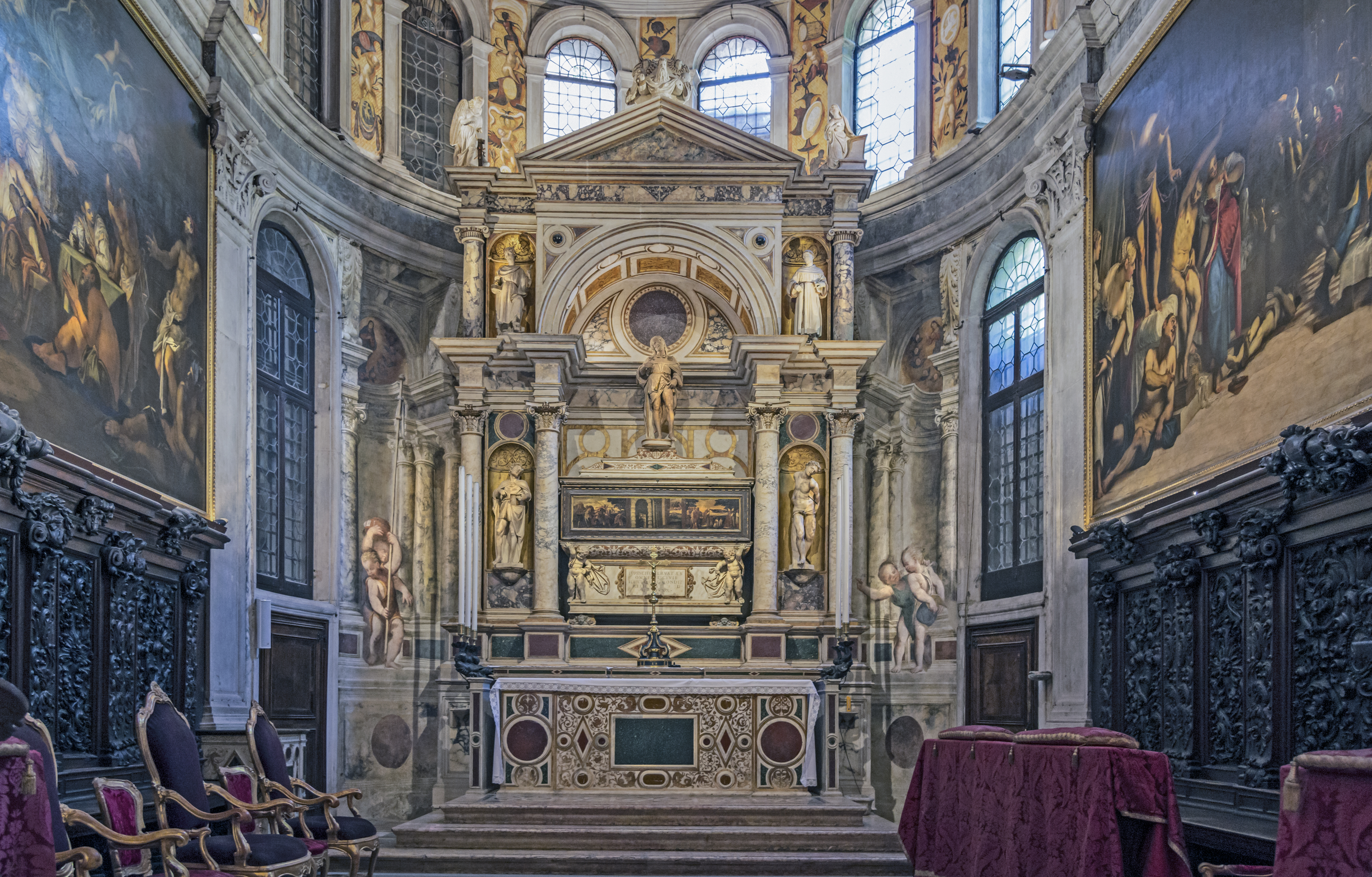
L'altare maggiore di Venturino Fantoni
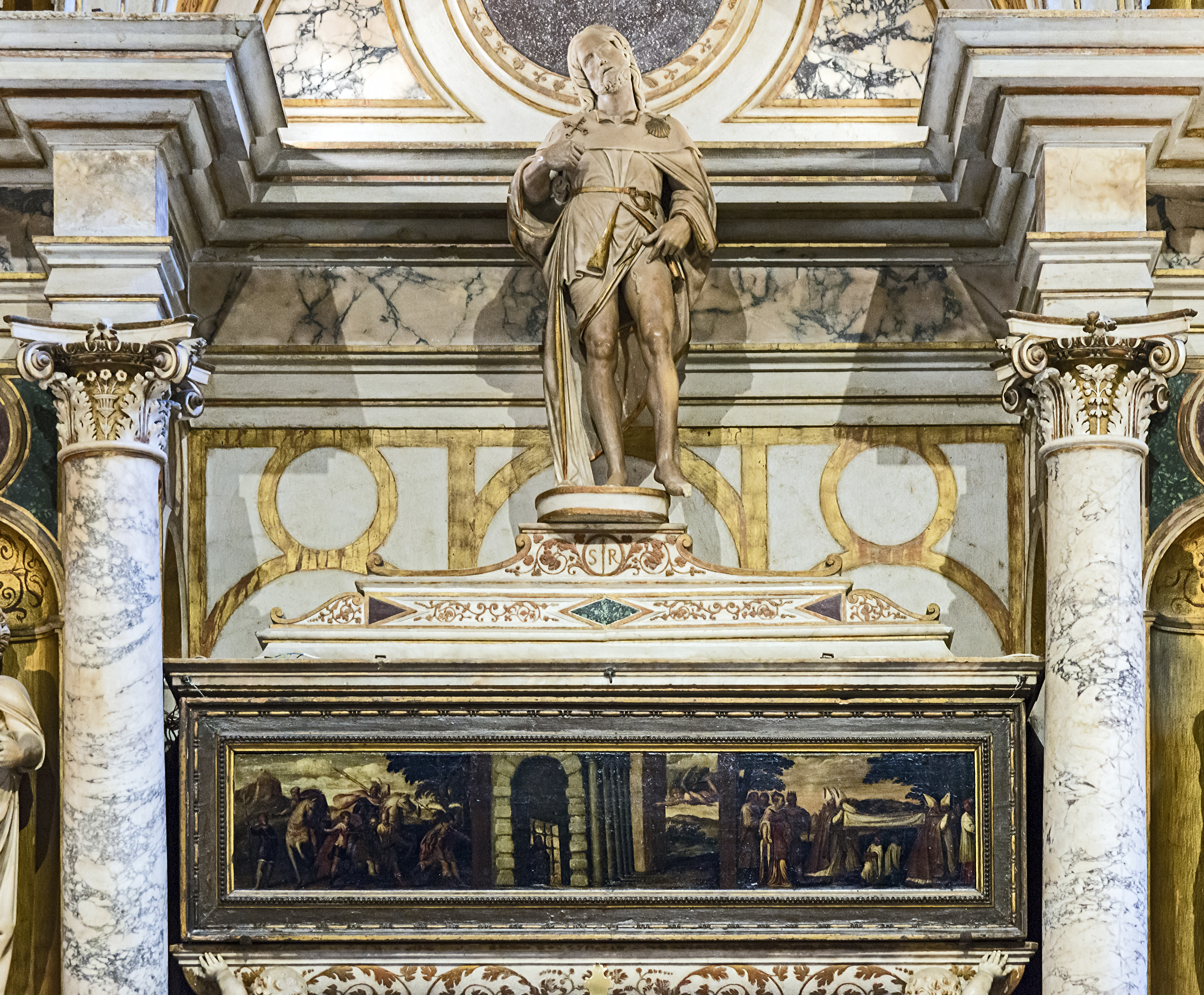
Sarcofago-reliquiario di San Rocco, statua di Giovanni Maria Mosca
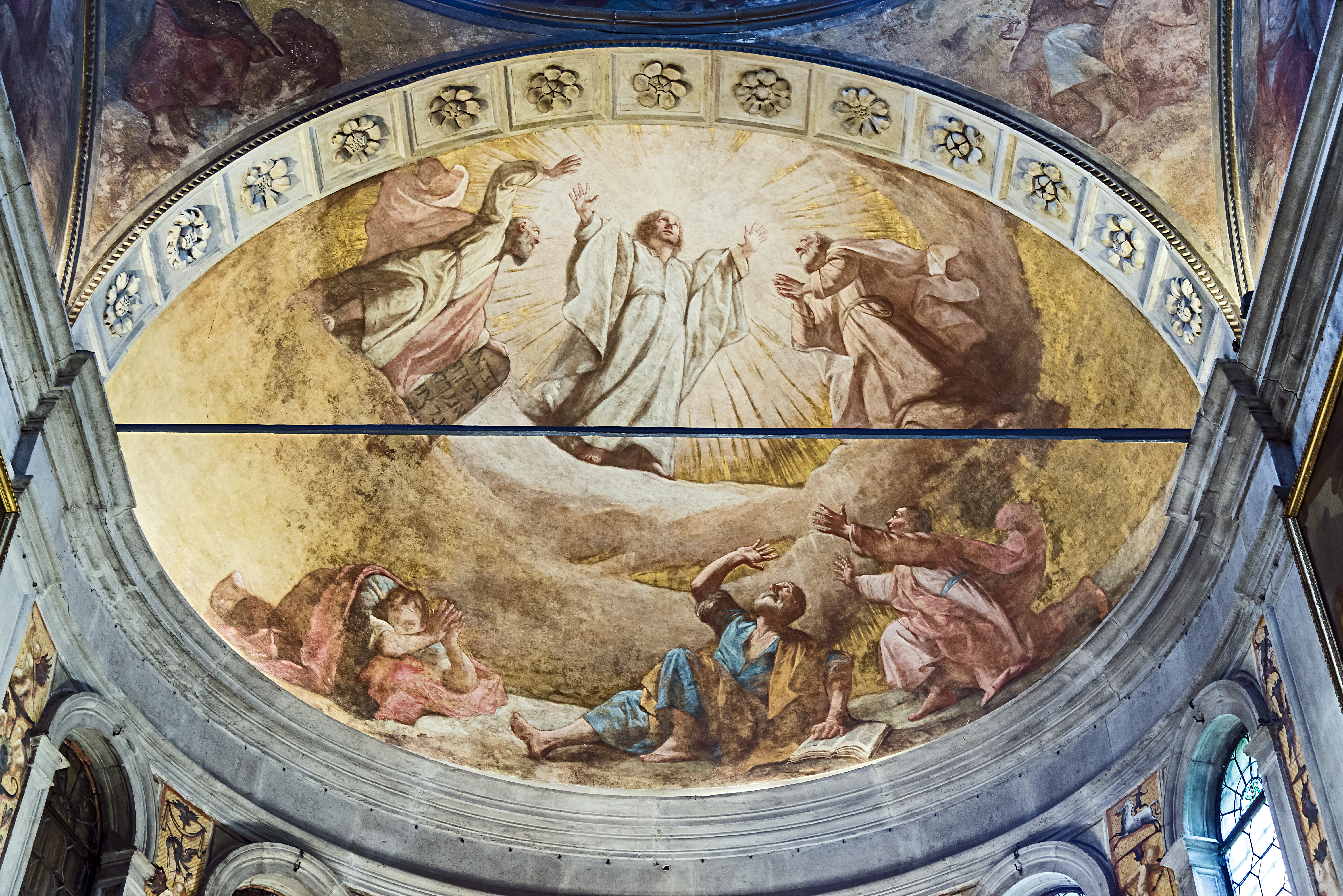
Trasfigurazione di Giuseppe Angeli
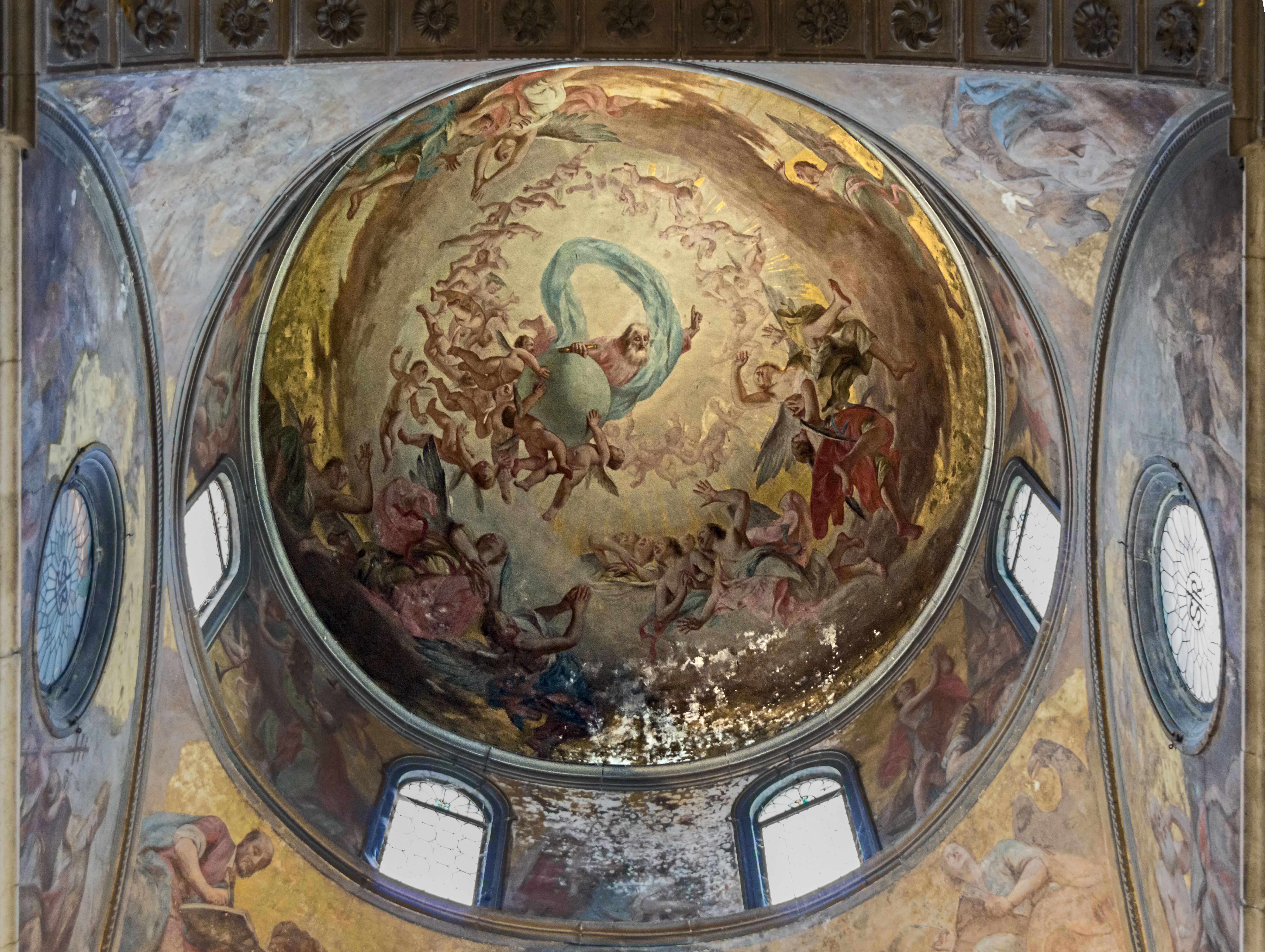
La cupola affrescata da Giuseppe Angeli

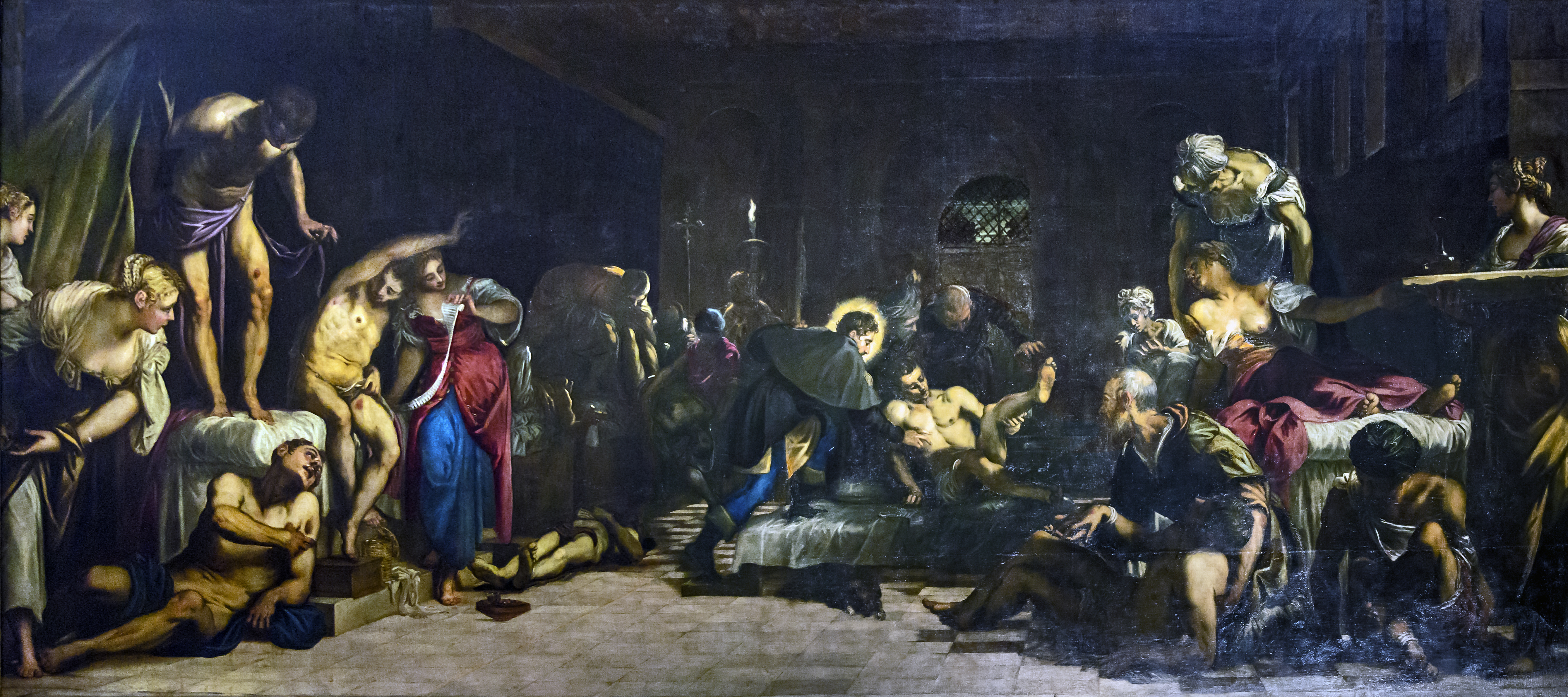
San Rocco risana gli appestati di Tintoretto
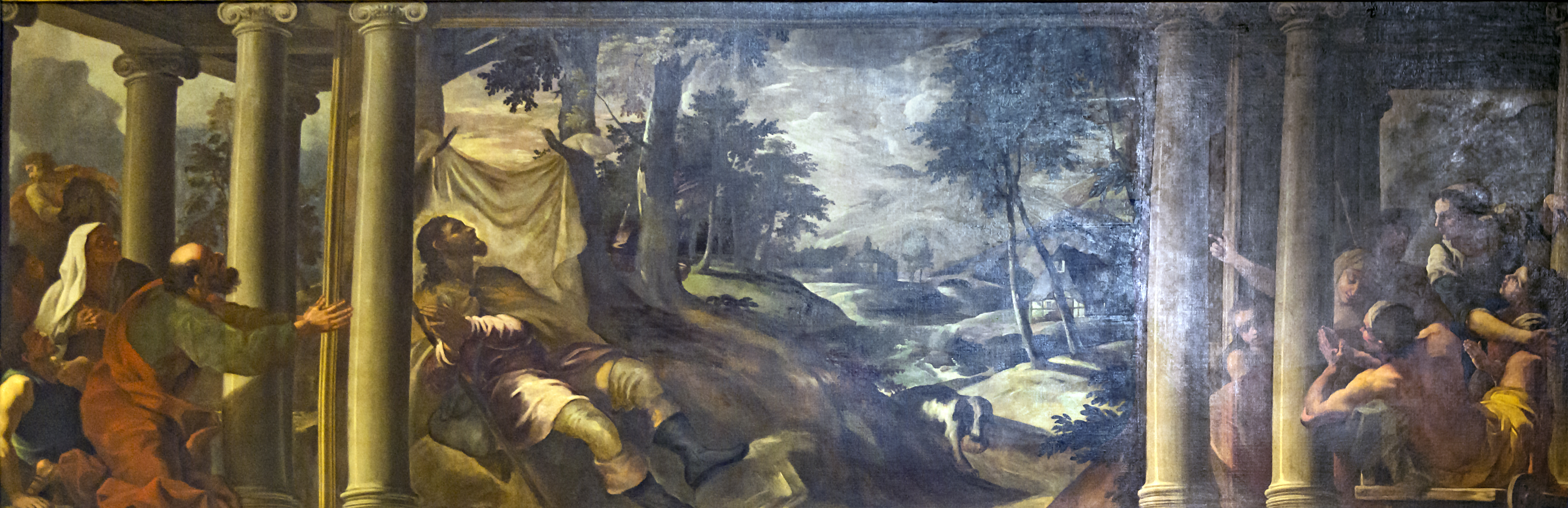
San Rocco colpito dalla peste di Tintoretto e bottega
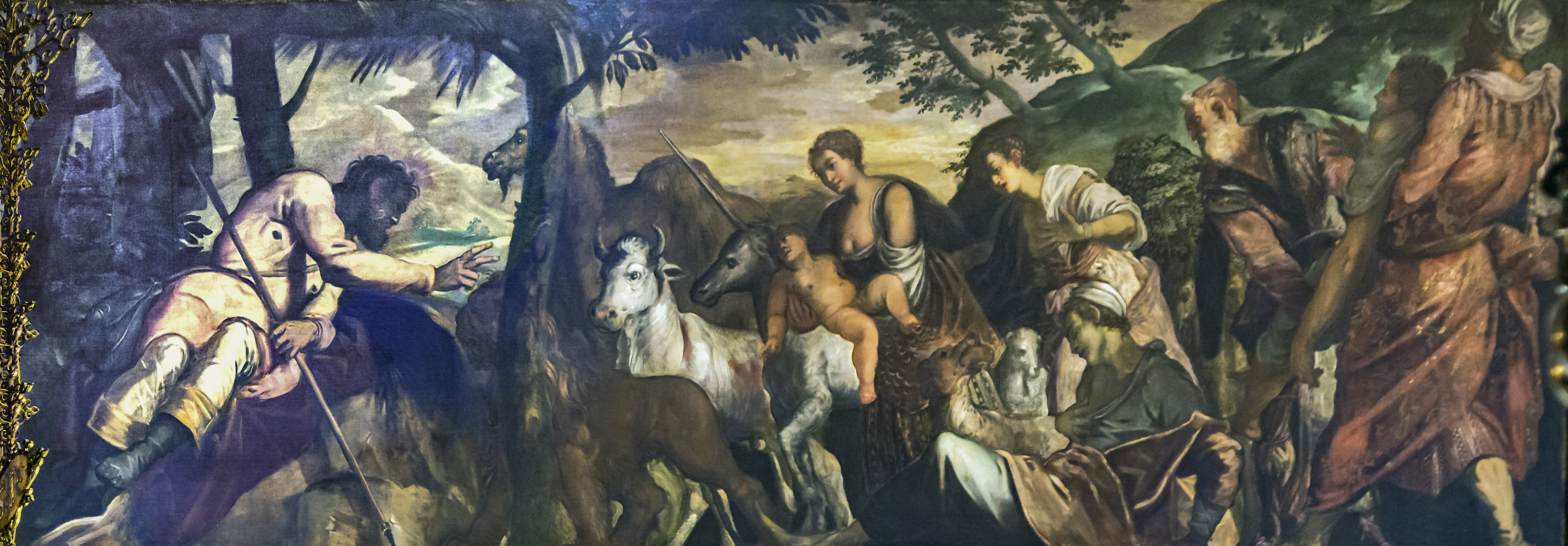
San Rocco risana gli animali di Tintoretto e bottega

- Cappella destra:
  - San Pio X con due confratelli (1951-54) di Felice Carena;
  - lunetta originale del portale maggiore con Gloria di San Rocco di Giovanni Marchiori;
- Parete destra:
  - Il miracolo di Sant'Antonio di Francesco Trevisani;
  - San Rocco catturato alla battaglia di Montpellier di Tintoretto;
  - Cristo risana il paralitico di Tintoretto;
  - San Francesco di Paola resuscita un bimbo morto di Sebastiano Ricci.
- Soffitto con San Rocco distribuisce le ricchezze di Giovanni Antonio Fumiani.

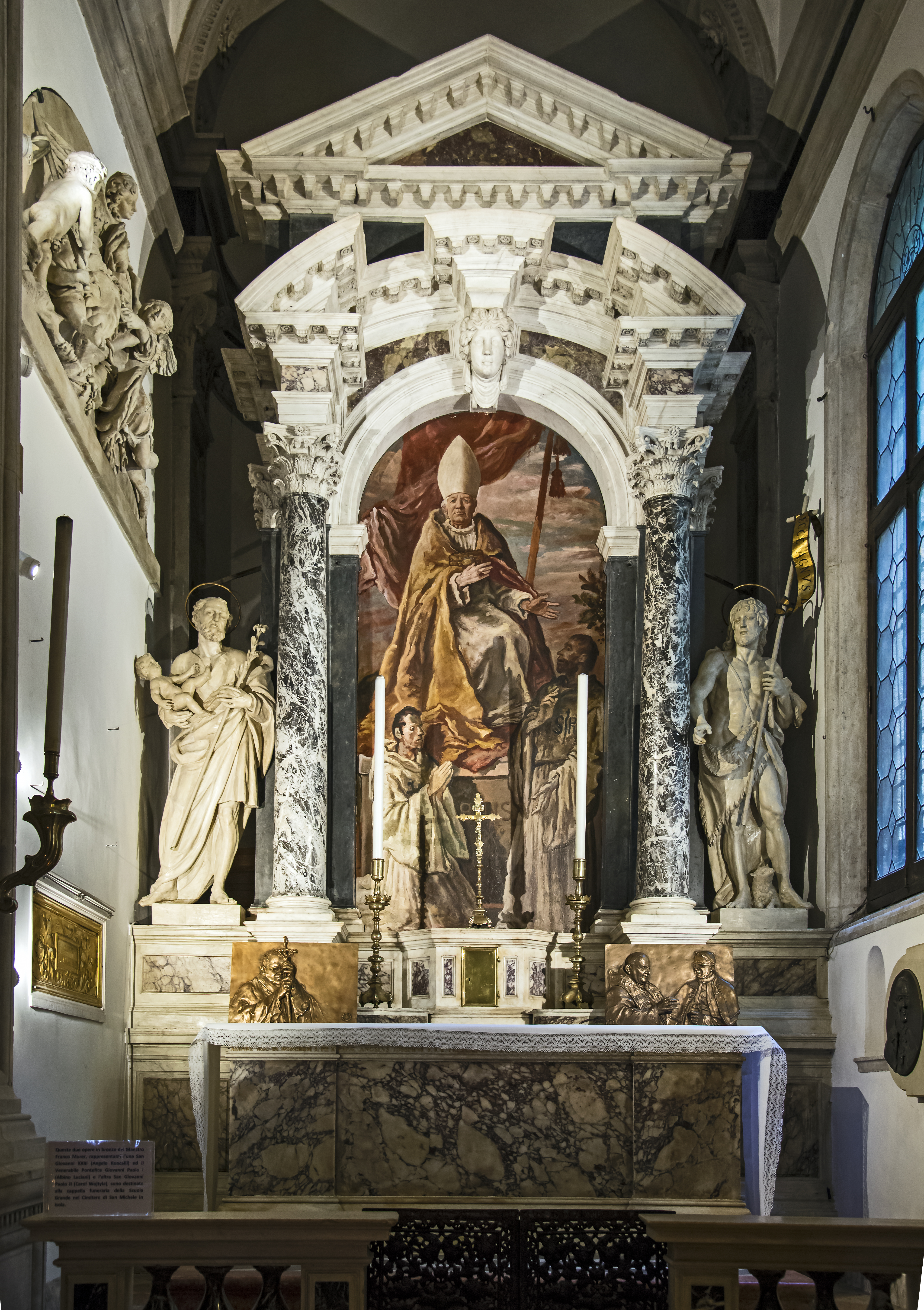
San Pio X con due confratelli di Felice Carena
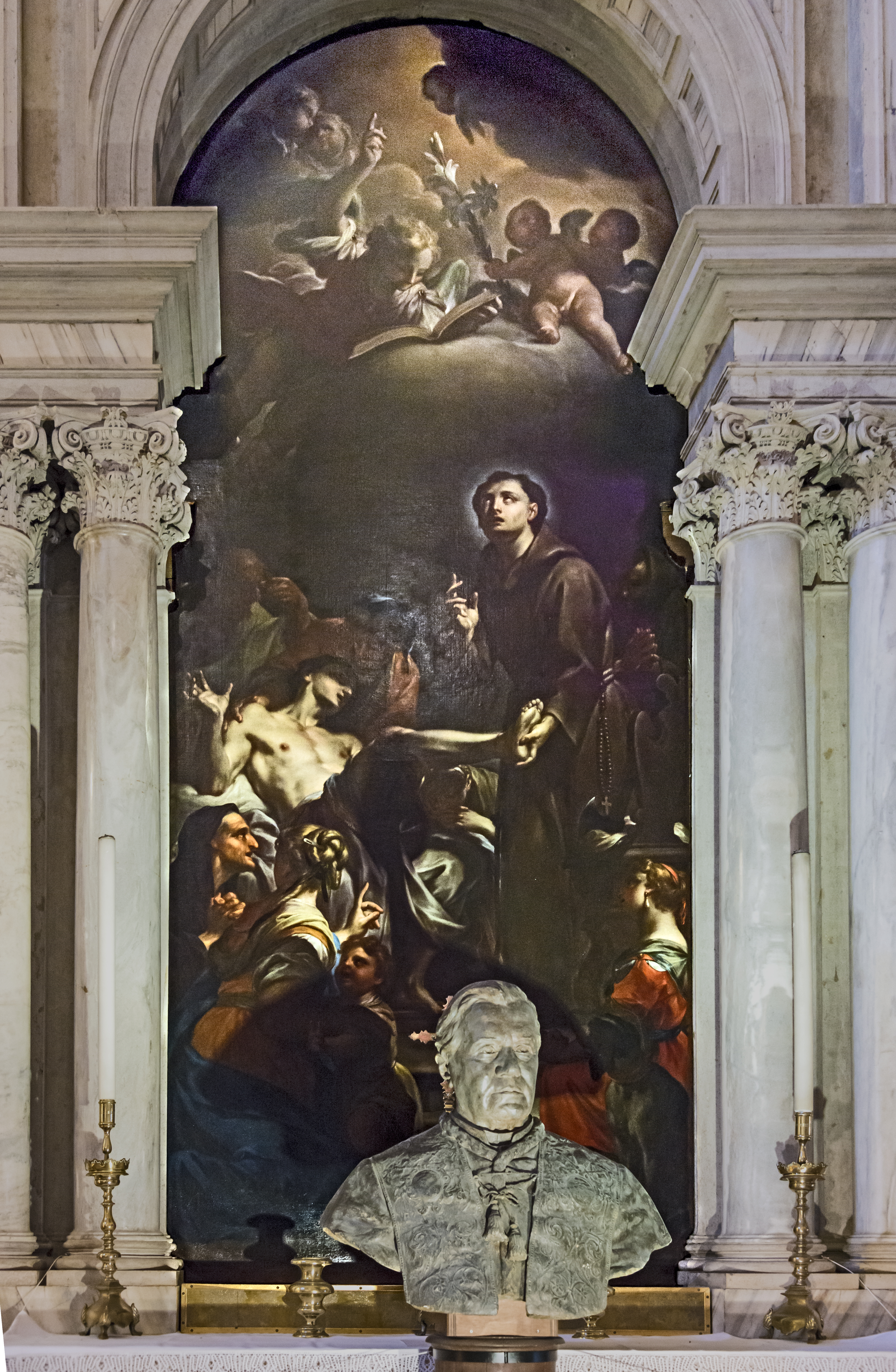
Il miracolo di Sant'Antonio di Francesco Trevisani
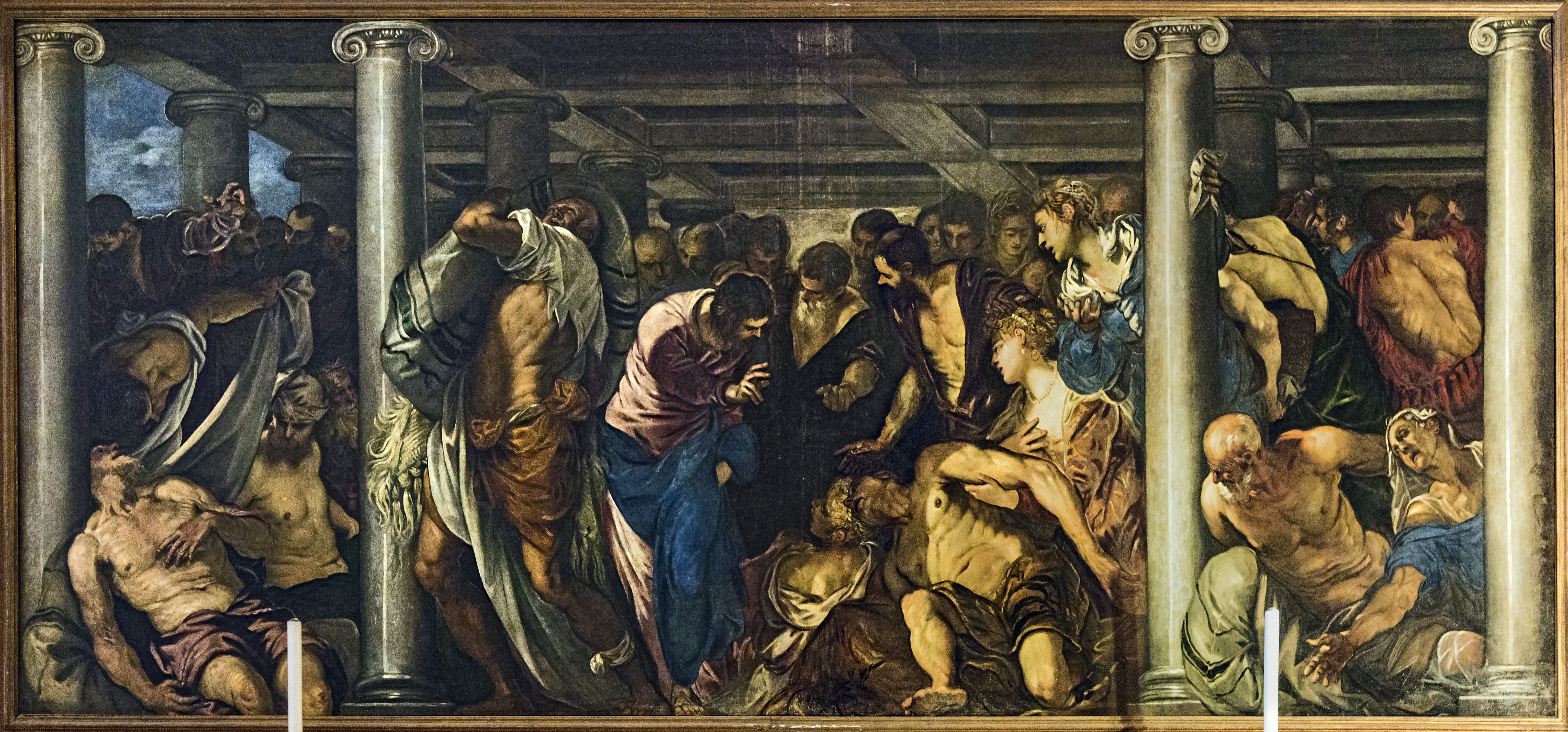
La piscina probatica di Tintoretto
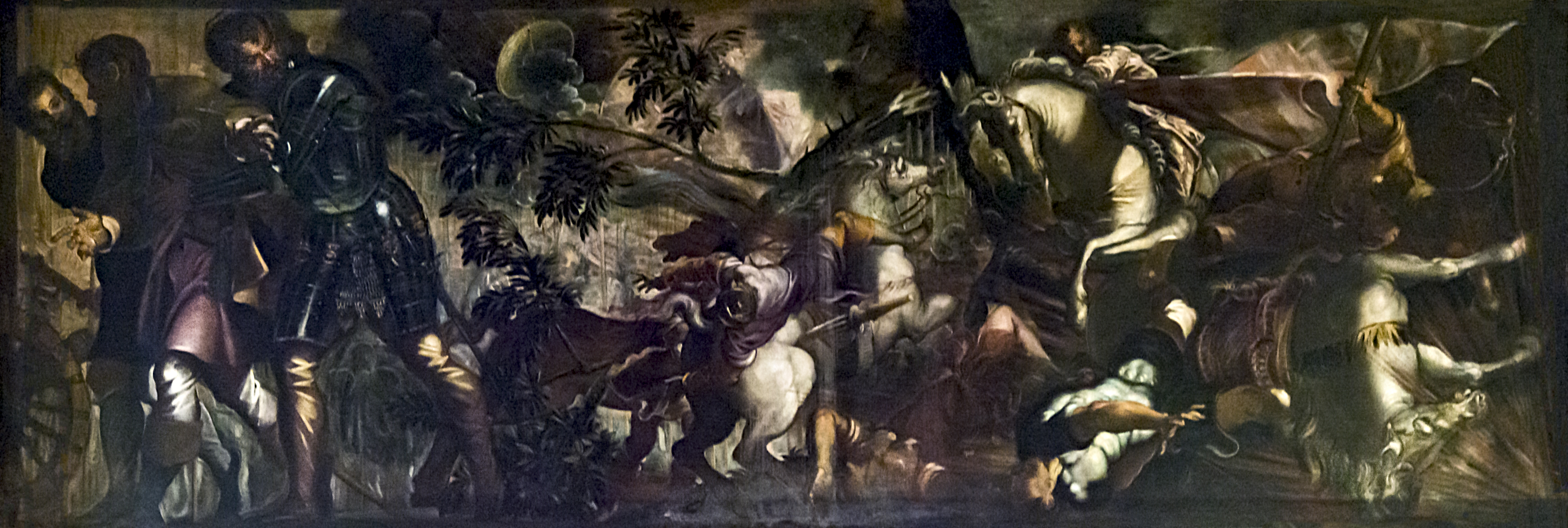
San Rocco catturato alla battaglia di Montpellier di Tintoretto
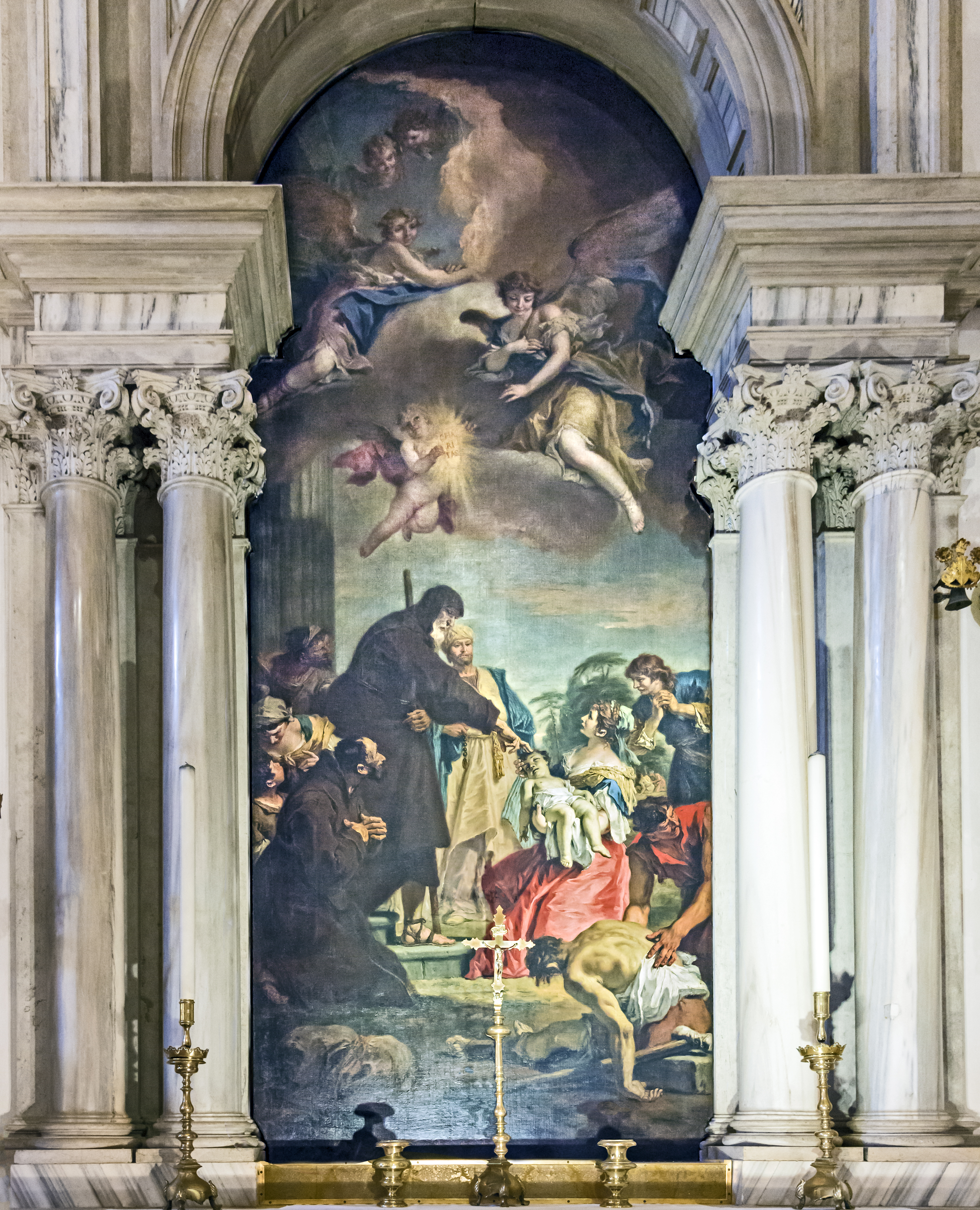
San Francesco di Paola resuscita un bimbo morto di Sebastiano Ricci
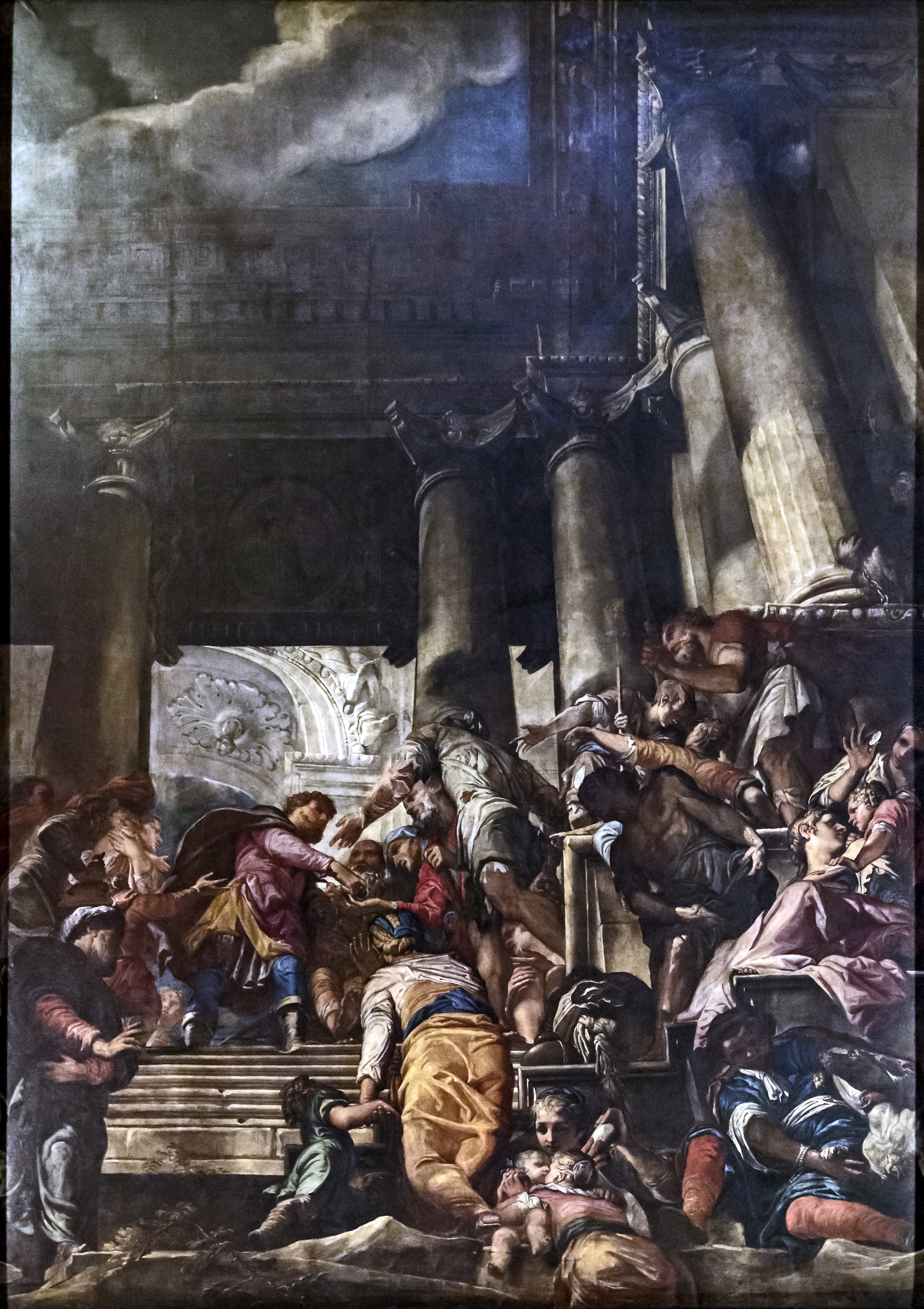
San Rocco distribuisce le ricchezze di Giovanni Antonio Fumiani

- Corridoio che conduce alla sagrestia:
  - monumento a Pellegrino Baselli Grillo (1517);
- Sagrestia:
  - soffitto con dipinti di Francesco Fontebasso e di Andrea Solari.

## Altre immagini

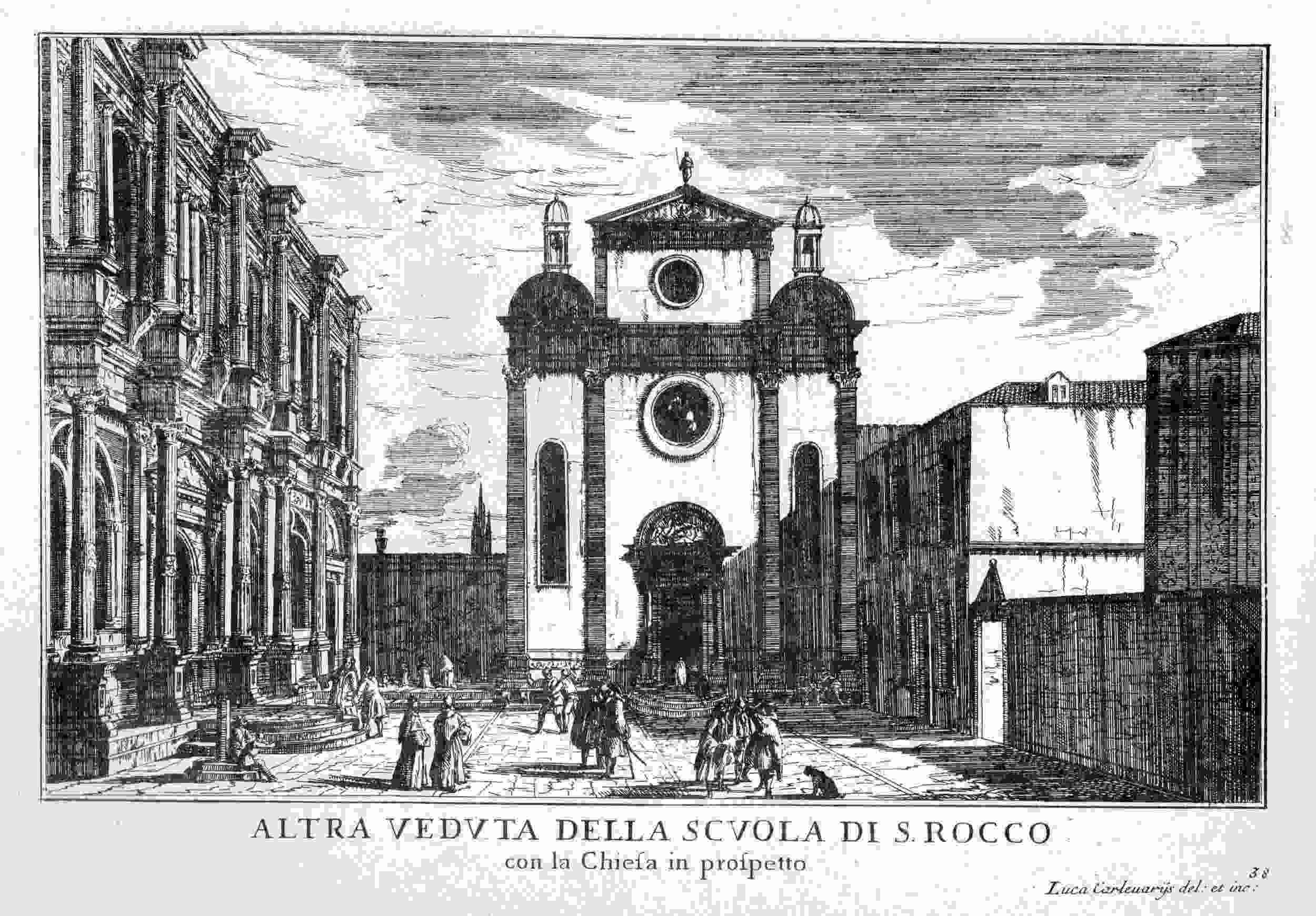
Luca Carlevarjis, San Rocco, 1703
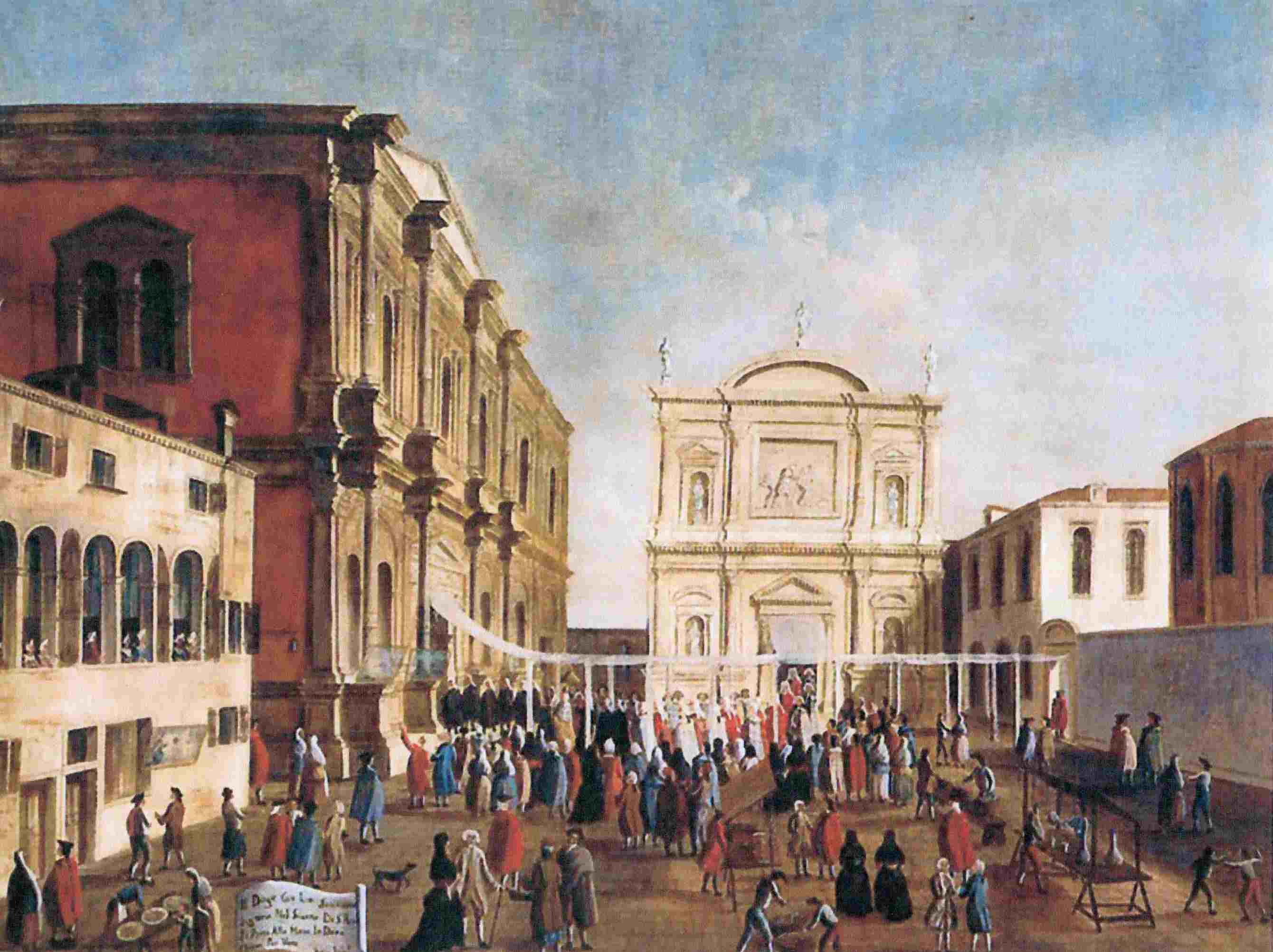
Gabriel Bella, La visita del doge a San Rocco
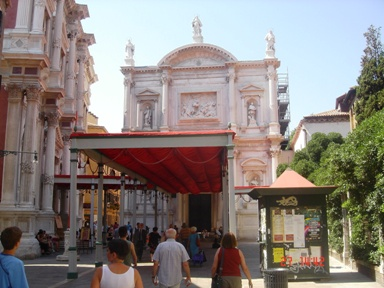
La chiesa durante la Festa di San Rocco
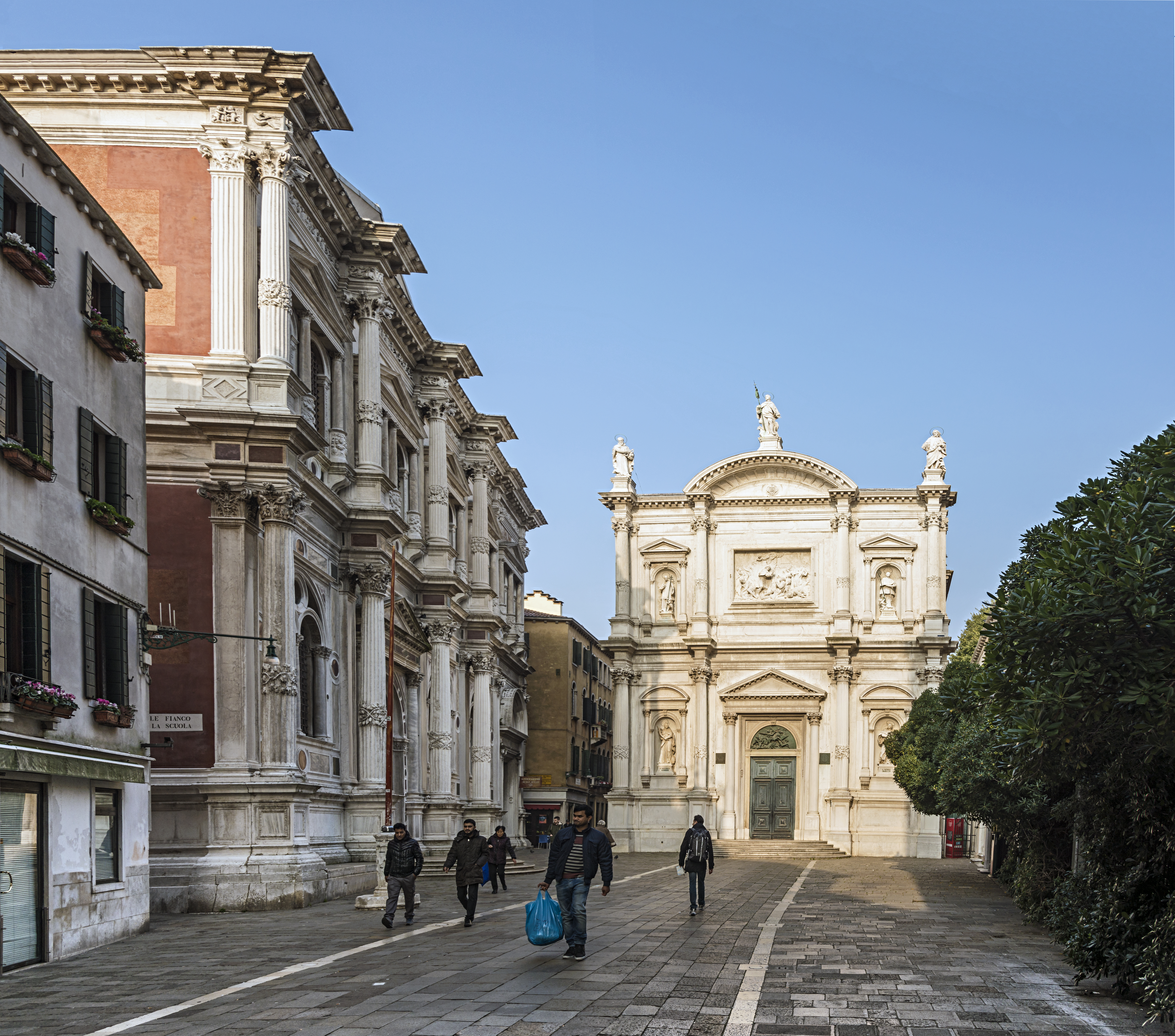
La chiesa e la Scuola di San Rocco
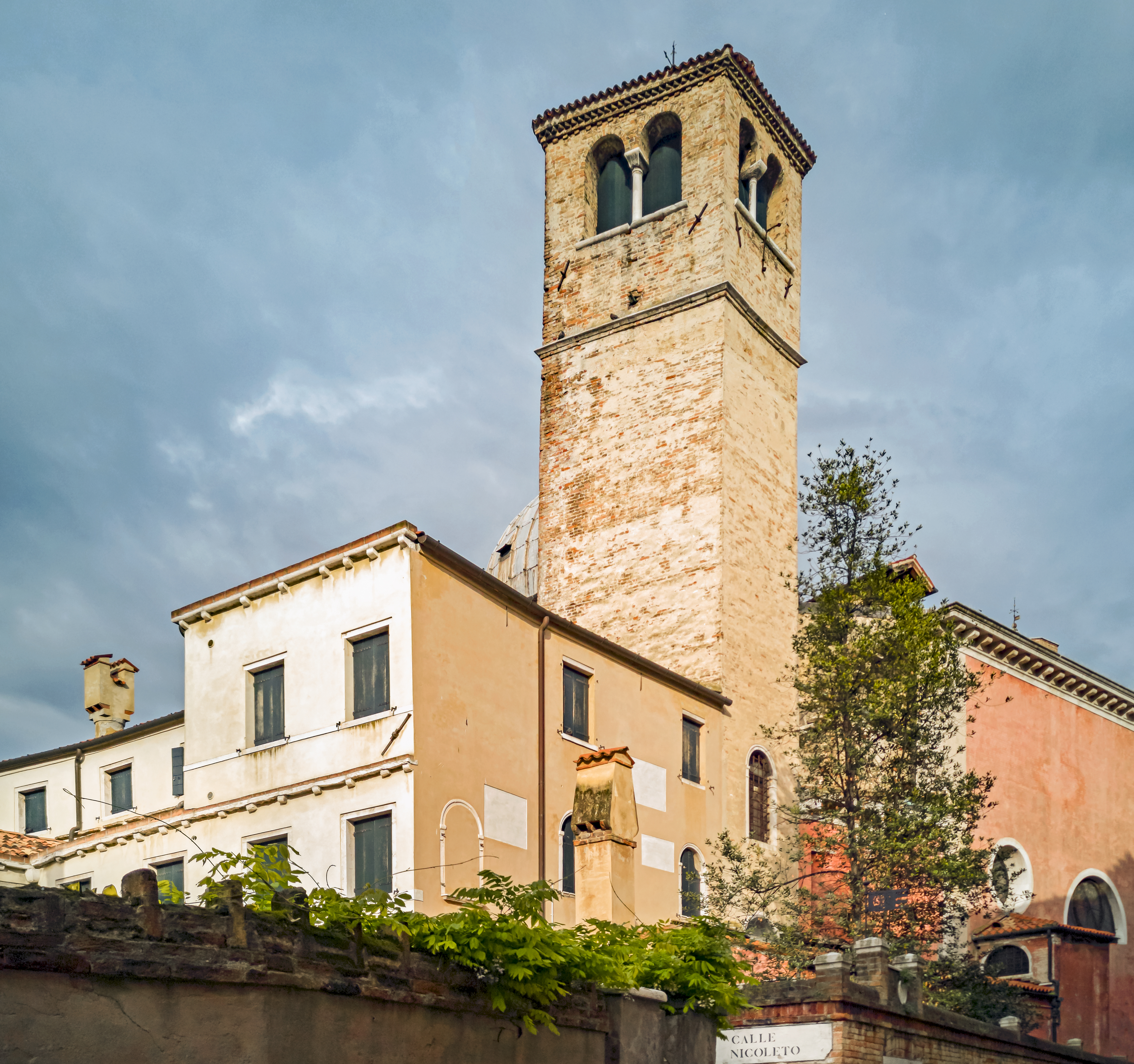
Campanile